# Liste öffentlicher Bücherschränke in Niedersachsen
Dieser Artikel enthält öffentliche Bücherschränke in Niedersachsen und erhebt keinen Anspruch auf Vollständigkeit. Ein öffentlicher Bücherschrank ist ein Schrank oder schrankähnlicher Aufbewahrungsort mit Büchern, der dazu dient, Bücher kostenlos, anonym und ohne jegliche Formalitäten zum Tausch oder zur Mitnahme anzubieten. In der Regel sind die öffentlichen Bücherschränke an allen Tagen im Jahr frei zugänglich. Ist dies nicht der Fall, ist dies in den Listen in der Spalte Anmerkungen vermerkt.

## Liste
Derzeit sind in Niedersachsen 501 öffentliche Bücherschränke erfasst (Stand: 16. August 2025):
| Bild | Ausführung                              | Ort                                                | Seit           | Anmerkung | Lage |
| --- | --------------------------------------- | -------------------------------------------------- | -------------- | --- | --- |
| Bild gesucht | Bücherschrank                           | Achim                                              |                | | 53° 0′ 41″ N, 9° 1′ 58″ O Vendtstraße 2, vor dem Angelladen                                                             |
| | Britische Telefonzelle                  | Adelebsen-Erbsen                                   | Mai 2007       | [ 1 ] | 51° 34′ 59″ N, 9° 48′ 20″ O Höbelweg                                                                                    |
| Bild gesucht | Bücherschrank                           | Aerzen                                             | Dez. 2019      | | 52° 2′ 51″ N, 9° 15′ 41″ O Freifläche am Marktplatz                                                                     |
| Bild gesucht | Bücherschrank                           | Aerzen-Grupenhagen                                 | 17. März 2021  | Initiative des Vereins Zukunftswerkstatt Grupenhagen | 52° 4′ 26″ N, 9° 13′ 37″ O unter dem Vordach des Dorfgemeinschaftshauses, Bösingfelder Straße 17                        |
| | Holzschrank                             | Ahlhorn                                            |                | | 52° 53′ 59″ N, 8° 12′ 58″ O Zeppelinstraße 2                                                                            |
| | Holzschrank                             | Alfeld (Leine)                                     | 2010           | 2010 aufgestellt, 2020 nach Zerstörung durch Brandstiftung erneuert | 51° 59′ 10″ N, 9° 49′ 37″ O Seminarplatz                                                                                |
| Bild gesucht | Bücherschrank                           | Alfhausen                                          | 23. Apr. 2021  | | 52° 29′ 58″ N, 7° 57′ 8″ O Hauptstraße 9                                                                                |
| | Bücherkiste                             | Altenau                                            |                | | 51° 48′ 25″ N, 10° 27′ 36″ O Kräuterpark Altenau östlich des Seerosenteichs                                             |
| | Westenergie Bücherschrank               | Ankum                                              | 26. März 2025  | Gesponsort durch Westenergie und Vorgänger | 52° 32′ 34″ N, 7° 52′ 12″ O An der Kirchenburg 1, 49577 Ankum                                                           |
| | Telefonzelle                            | Apen-Augustfehn                                    |                | | 53° 13′ 11″ N, 7° 45′ 49″ O Osterkamp (Augustfehn)                                                                      |
| Bild gesucht | Bücherkiste                             | Asendorf                                           |                | | 52° 46′ 5″ N, 9° 0′ 42″ O Zu den Fischteichen (an der Streuobstwiese)                                                   |
| Bild gesucht | Telefonzelle                            | Asendorf                                           |                | | 52° 46′ 22″ N, 9° 0′ 18″ O Hinterm Bahnhof                                                                              |
| Bild gesucht | Bücherschrank                           | Auetal-Poggenhagen                                 |                | | 52° 13′ 24″ N, 9° 12′ 26″ O Südstraße 10                                                                                |
| Bild gesucht | Bücherschrank                           | Aurich                                             |                | zu den Öffnungszeiten der Bäckerei zugänglich | 53° 28′ 9″ N, 7° 29′ 0″ O Bäckerei Osterstraße 6                                                                        |
| Bild gesucht | RWE-Bücherschrank (BOKX)                | Bad Bentheim                                       |                | aufgestellt von RWE | 52° 18′ 8″ N, 7° 9′ 1″ O Gildehauser Straße 13                                                                          |
| | Bücherschrank                           | Bad Bentheim                                       | 26. Mai 2025   | Gesponsort durch Westenergie und Vorgänger | 52° 17′ 34″ N, 7° 6′ 23″ ODorfstraße 6; 48455 Bad Bentheim - Gildehaus                                                  |
| | RWE-Bücherschrank (BOKX)                | Bad Essen                                          | Nov. 2012      | aufgestellt von RWE | 52° 19′ 5″ N, 8° 21′ 17″ O Lindenstraße, Nähe Apotheke                                                                  |
| Bild gesucht | RWE-Bücherschrank (BOKX)                | Bad Essen-Lintorf                                  | Nov. 2012      | aufgestellt von RWE | 52° 18′ 22″ N, 8° 25′ 40″ O Dorfplatz, Heuländer 23                                                                     |
| Bild gesucht | Bücherregal                             | Bad Fallingbostel-Dorfmark                         |                | | 52° 54′ 14″ N, 9° 46′ 14″ O Altes Rathaus, Marktstraße 1                                                                |
| | Bücherschrank                           | Bad Fallingbostel-Dorfmark                         |                | zu den Öffnungszeiten des EDEKA zugänglich | 52° 53′ 58″ N, 9° 46′ 4″ O Im Eingangsbereich des EDEKA-Ladens                                                          |
| | Britische Telefonzelle                  | Bad Gandersheim                                    |                | | 51° 52′ 12″ N, 10° 1′ 35″ O Stiftsfreiheit                                                                              |
| | Bücherschrank                           | Bad Gandersheim-Heckenbeck                         |                | | 51° 53′ 8″ N, 9° 57′ 41″ O Schulstraße                                                                                  |
| | Bücherregal                             | Bad Harzburg                                       |                | geöffnet während der Öffnungszeiten des EDEKA-Marktes | 51° 53′ 15″ N, 10° 33′ 25″ O im EDEKA-Markt, Am Güterbahnhof 1                                                          |
| | Bücherbaum                              | Bad Harzburg                                       |                | | 51° 52′ 31″ N, 10° 33′ 41″ O Herzog-Wilhelm-Straße 97                                                                   |
| | RWE-Bücherschrank (BOKX)                | Bad Iburg                                          | Okt. 2013      | aufgestellt von RWE | 52° 9′ 28″ N, 8° 2′ 44″ O Schloßstraße 12, Ecke Große Straße, Nähe Hanseplatz                                           |
| | Bücherschrank in Buchform               | Bad Iburg                                          | Juni 2021      | geöffnet von Montag bis Freitag von 8 bis 16 Uhr, initiiert von einer Mitarbeiterin der Landesgartenschaugesellschaft, gestiftet von 46 Ehrenamtlichen der Landesgartenschau 2018, geschaffen von dem Künstlerpaar Vera Sprengkamp und Klaus Irlenbusch aus Glandorf | 52° 9′ 43″ N, 8° 2′ 19″ O im Waldkurpark neben der Touristinformation (Am Kurgarten 30), Nähe Baumwipfelpfad            |
| Bild gesucht | Bücherschrank                           | Bad Laer                                           | Okt. 2015      | private Initiative, Schrank finanziert vom Energieversorger TEN (Teutoburger Energie Netzwerk eG) | 52° 6′ 9″ N, 8° 5′ 18″ O Paulbrink                                                                                      |
| Bild gesucht | Bücherkiste                             | Bad Laer                                           |                | kleine Bücherkiste und Lesebank im Bauerngarten des Heimatmuseums | 52° 6′ 12″ N, 8° 5′ 20″ O Kesselstraße 4                                                                                |
| | Bücherschrank                           | Bad Münder am Deister-Eimbeckhausen                |                | während der Öffnungszeiten des Grundstücks zugänglich | 52° 13′ 54″ N, 9° 25′ 42″ O an der Hebammenpraxis Kolibri, Mündersche Straße 13                                         |
| | Telefonzelle                            | Bad Münder am Deister – Flegessen                  |                | | 52° 9′ 30″ N, 9° 26′ 15″ O An der Gülichstraße, neben dem Schaukasten mit lokalen Ankündigungen                         |
| | Bücherhütte                             | Bad Nenndorf-Waltringhausen                        | 17. Sep. 2021  | | 52° 20′ 30″ N, 9° 24′ 25″ O beim Glockenturm                                                                            |
| Bild gesucht | Bücherregal                             | Bad Pyrmont                                        |                | von 9 Uhr morgens bis zum Anbruch der Dunkelheit geöffnet | 51° 59′ 5″ N, 9° 15′ 8″ O im Lesesaal des Kurparks                                                                      |
| Bild gesucht | Bücherregal                             | Bad Pyrmont                                        |                | zu den Öffnungszeiten der Touristinformation | 51° 58′ 51″ N, 9° 15′ 6″ O                                                                                              |
| Bild gesucht | Bücherschrank                           | Bad Pyrmont                                        |                | im „Fürsten-Café“, zu den Öffnungszeiten des Edeka-Center zugänglich | 51° 58′ 46″ N, 9° 17′ 4″ O An der Schwage 1                                                                             |
| | Telefonzelle                            | Bad Sachsa                                         |                | | 51° 35′ 46″ N, 10° 32′ 36″ O am Salztal-Paradies                                                                        |
| | Telefonzelle                            | Bad Sachsa                                         |                | | 51° 35′ 39″ N, 10° 33′ 38″ O Marktstraße                                                                                |
| Bild gesucht | Bücherschrank                           | Bad Salzdetfurth-Heinde                            |                | | 52° 6′ 12″ N, 10° 1′ 57″ O Hauptstraße                                                                                  |
| | Telefonzelle                            | Bad Zwischenahn                                    |                | täglich 10:00–18:00 Uhr | 53° 11′ 5″ N, 7° 59′ 55″ O Lange Straße, Ecke Mühlenstraße                                                              |
| Bild gesucht | Bücherschrank                           | Bahrenborstel, Ortsteil Holzhausen                 |                | Verzeichnis der Samtgemeinde Kirchdorf | 52° 33′ 26″ N, 8° 47′ 54″ O Holzhausen 5                                                                                |
| | Bücherschrank                           | Baltrum                                            |                | | 53° 43′ 39″ N, 7° 22′ 2″ O vor dem Restaurant „Zum Seehund“, Haus Nr. 178                                               |
| Bild gesucht | Bücherschrank                           | Barsinghausen                                      | 2009           | zu den Öffnungszeiten des Fahrkartenschalters | 52° 18′ 17″ N, 9° 28′ 2″ O Bahnhof, in der Wartehalle                                                                   |
| | Bücherschrank                           | Barsinghausen-Nordstadt                            |                | | 52° 18′ 21″ N, 9° 28′ 38″ O Ecke Langenäcker / Hans-Böckler-Straße                                                      |
| | Bücherzelle                             | Barsinghausen-Egestorf                             | 2019           | Gelbgrüne Telefonzelle | 52° 17′ 16″ N, 9° 30′ 36″ O Nienstedter Straße, vor der Kindertagesstätte                                               |
| | Bücherschrank                           | Barsinghausen-Großgoltern                          | 2022           | | 52° 19′ 57″ N, 9° 30′ 4″ O Hauptstraße, vor der Kirche                                                                  |
| | Bücherschrank                           | Barsinghausen-Kirchdorf                            | 2017           | | 52° 17′ 58″ N, 9° 30′ 3″ O Landstraße / Ecke Wemelstraße                                                                |
| | Spind                                   | Beierstedt                                         |                | | 52° 4′ 25″ N, 10° 51′ 28″ O Südstraße, zwischen Vaselstraße und Winkel                                                  |
| Bild gesucht | RWE-Bücherschrank (BOKX)                | Belm                                               |                | aufgestellt von RWE | 52° 18′ 11″ N, 8° 7′ 38″ O Marktring                                                                                    |
| | Bücherschrank                           | Belm-Icker                                         | 27. Apr. 2022  | Gesponsert durch Westenergie und Vorgänger | 52° 20′ 21″ N, 8° 6′ 41″ O Lechtinger Str. 84, 49191 Belm-Icker                                                         |
| | Bücherschrank                           | Belum-Kehdingbruch                                 |                | aufgestellt vom DRK | 53° 47′ 5″ N, 8° 59′ 21″ O Osterende                                                                                    |
| Bild gesucht | Britische Telefonzelle                  | Bergen (Landkreis Celle)                           |                | | 52° 48′ 33″ N, 9° 57′ 44″ O Friedensplatz                                                                               |
| Bild gesucht | Bücherschrank                           | Bergen-Eversen                                     | Dez. 2020      | mit Unterstützung des Fördervereins Dorfleben Eversen | 52° 45′ 7″ N, 10° 3′ 4″ O Örtzestraße, am Feuerwehrgerätehaus                                                           |
| | Bücherschrank                           | Berne                                              | Dez. 2022      | „Bökerschapp“ | 53° 10′ 43″ N, 8° 29′ 12″ O Glüsinger Helmer 1, beim Dorfgemeinschaftshaus                                              |
| Bild gesucht | Bücherschrank in altem Buswartehäuschen | Berne, Ortsteil Harmenhausen                       | Apr. 2021      | Idee entwickelt beim Treffen zum Wettbewerb „Unser Dorf hat Zukunft“, ausgeführt vom Verein Dorfgemeinschaft Harmenhausen | 53° 9′ 9″ N, 8° 32′ 35″ O neben dem Dorfgemeinschaftshaus Harmenhausen                                                  |
| Bild gesucht | Telefonzelle                            | Beverstedt-Altwistedt                              |                | | 53° 24′ 43″ N, 8° 54′ 47″ O Zur Schmiede (vor dem Dorfgemeinschaftshaus)                                                |
| Bild gesucht | Telefonzelle                            | Beverstedt-Bokel                                   |                | | 53° 23′ 44″ N, 8° 46′ 16″ O Seebeckstraße                                                                               |
| Bild gesucht | Bücherschrank in Bushaltestelle         | Bienenbüttel-Hohnstorf                             | 12. Jan. 2020  | private Initiative, Solarbeleuchtung finanziert von Spendern | 53° 8′ 43″ N, 10° 32′ 1″ O In der Bushaltestelle Solchstorfer Straße/Sandberg                                           |
| | BOKX 01 (COR-TEN-Stahl/ESG)             | Bissendorf                                         | 2011           | gestiftet von der RWE | 52° 14′ 7″ N, 8° 10′ 10″ O Am Thie 9                                                                                    |
| Bild gesucht | RWE-Bücherschrank (BOKX)                | Bissendorf-Schledehausen                           | 2012           | aufgestellt von RWE | 52° 16′ 50″ N, 8° 14′ 20″ O Am Bredberg 2                                                                               |
| | Kühlschrank                             | Blender, Ortsteil Oiste                            |                | Oister Bookschapp | 52° 54′ 38″ N, 9° 9′ 19″ O Hustedter Weg in Oiste (Blender)                                                             |
| Bild gesucht | RWE-Bücherschrank (BOKX)                | Bohmte                                             | 2011           | | 52° 21′ 40″ N, 8° 18′ 29″ O vor dem Bahnhof                                                                             |
| | Bücherschrank                           | Bohmte-Hunteburg                                   | 19. Juli 2021  | Gesponsert durch Westenergie und Vorgänger | 52° 26′ 0″ N, 8° 16′ 9″ O Dorfplatz an der Hauptstraße, Höhe Haus Nr. 49                                                |
| Bild gesucht | Bücherschrank                           | Borkum                                             |                | | 53° 35′ 17″ N, 6° 39′ 26″ O Kurhalle, Bürgermeister-Kieviet-Promenade                                                   |
| Bild gesucht | RWE-Bücherschrank (BOKX)                | Bramsche-Achmer                                    |                | aufgestellt von RWE | 52° 23′ 38″ N, 7° 55′ 52″ O Schulstraße 2, an der Grundschule                                                           |
| Bild gesucht | RWE-Bücherschrank (BOKX)                | Bramsche-Engter                                    | 2011           | aufgestellt von RWE | 52° 23′ 19″ N, 8° 3′ 43″ O im Alten Dorf, gegenüber der Kirche                                                          |
| Bild gesucht | RWE-Bücherschrank (BOKX)                | Bramsche-Lappenstuhl                               |                | aufgestellt von RWE | 52° 25′ 5″ N, 8° 3′ 36″ O Ernst-Bettermann-Platz                                                                        |
| | Bücherzelle                             | Braunschweig                                       | 2016           | 24/7 | 52° 17′ 6″ N, 10° 32′ 22″ O auf dem Campus Nord, vor der Bibliothek                                                     |
| | Bücherschrank                           | Braunschweig                                       |                | 24/7 | 52° 16′ 51″ N, 10° 32′ 19″ O Nordstadt, Am Bülten                                                                       |
| | Bücherschrank                           | Braunschweig                                       | 2019           | 24/7 | 52° 17′ 11″ N, 10° 31′ 39″ O Nordstadt, Nibelungenplatz                                                                 |
| | Bücherschrank                           | Braunschweig                                       | 2020           | 24/7, Aufnahme kurz vor Inbetriebnahme | 52° 15′ 2″ N, 10° 28′ 42″ O Weststadt, Alsterplatz                                                                      |
| | Bücherschrank                           | Braunschweig                                       | 2020           | 24/7 | 52° 17′ 46″ N, 10° 32′ 25″ O Schuntersiedlung, Tostmannplatz                                                            |
| Bild gesucht | Bücherregal                             | Braunschweig                                       | 18. Aug. 2018  | zugänglich zu den Öffnungszeiten des Stadtteilladens | 52° 16′ 22″ N, 10° 30′ 27″ O Stadtteilladen, Neustadtring 16A                                                           |
| | Bücherschrank                           | Braunschweig                                       | 2020           | 24/7 | 52° 17′ 30″ N, 10° 30′ 49″ O Schwarzer Berg, Warnekamp                                                                  |
| | Telefonzelle                            | Braunschweig                                       |                | jederzeit | 52° 16′ 41″ N, 10° 31′ 38″ O Haus der Kulturen, Am Nordbahnhof                                                          |
| | Telefonzelle                            | Braunschweig                                       | Sep. 2015      | aufgestellt von Projekt „Sandkasten TU-Braunschweig“, zugänglich täglich von 7 bis 24 Uhr, außer zwischen Weihnachten und Neujahr | 52° 16′ 25″ N, 10° 31′ 44″ O Universitätsplatz TU Braunschweig                                                          |
| | Telefonzelle                            | Braunschweig                                       |                | 24/7 | 52° 15′ 12″ N, 10° 30′ 38″ O Westliches Ringgebiet, Frankfurter Platz                                                   |
| | Bücherregal                             | Braunschweig                                       |                | zugänglich zu den Öffnungszeiten von IKEA | 52° 18′ 33″ N, 10° 30′ 18″ O im Ausgangsbereich IKEA Braunschweig                                                       |
| | Telefonzelle                            | Braunschweig                                       | 19. Jan. 2019  | aufgestellt von der Stadtverwaltung Braunschweig, dem Verein Antirost Braunschweig e. V., dem Designer Martin Markwort und dem Bezirksrat „Westliches Ringgebiet“ | 52° 15′ 58″ N, 10° 30′ 17″ O Goslarsche Str. 32, vor der Jakobikirche                                                   |
| | Bücherschrank                           | Braunschweig-Gliesmarode                           | 2021           | | 52° 16′ 44″ N, 10° 33′ 28″ O An der Ecke Berliner Straße / Querumer Straße                                              |
| | Bücherschrank                           | Braunschweig-Lehndorf                              | 2020           | 24/7. Am 28. Juli 2021 ausgebrannt. | 52° 16′ 27″ N, 10° 28′ 46″ O Lehndorf, Saarplatz                                                                        |
| | Bücherschrank                           | Braunschweig                                       | 2022           | 24/7 | 52° 18′ 17″ N, 10° 30′ 58″ O Rühme, Gifhorner Straße                                                                    |
| | Bücherschrank                           | Braunschweig                                       |                | 24/7 | 52° 18′ 11″ N, 10° 32′ 27″ O Kralenriede, Steinriedendamm                                                               |
| | Bücherschrank                           | Braunschweig                                       |                | 24/7 | 52° 12′ 48″ N, 10° 31′ 20″ O Stöckheimer Markt                                                                          |
| | Bücherschrank                           | Braunschweig-Lamme                                 |                | 24/7 | 52° 15′ 58″ N, 10° 26′ 44″ O Lammer Heide                                                                               |
| | Bücherschrank                           | Braunschweig-Heidberg                              |                | aufgestellt von privat | 52° 14′ 0″ N, 10° 32′ 24″ O Meißenstraße                                                                                |
| | Bücherschrank                           | Braunschweig-Ölper                                 |                | 24/7 | 52° 17′ 14″ N, 10° 29′ 59″ O Ölper, Kirchbergstraße                                                                     |
| | Bücherschrank                           | Braunschweig-Weststadt                             |                | 24/7 | 52° 14′ 38″ N, 10° 29′ 40″ O Am Lehmanger                                                                               |
| | Bücherschrank für Kinderbücher          | Braunschweig-Weststadt                             | Apr. 2022      | von der Hausverwaltung der umliegenden Häuser aufgestellt | 52° 14′ 36″ N, 10° 29′ 42″ O Lahnstraße                                                                                 |
| | Bücherschrank                           | Braunschweig-Watenbüttel                           |                | 24/7 | 52° 18′ 19″ N, 10° 28′ 3″ O Am Grasplatz                                                                                |
| | Bücherschrank                           | Braunschweig-Heidberg                              |                | 24/7 | 52° 13′ 49″ N, 10° 32′ 8″ O Jenastieg                                                                                   |
| | Bücherschrank                           | Braunschweig-Lehndorf                              | 2022           | 24/7 | 52° 16′ 18″ N, 10° 28′ 35″ O St.-Ingbert-Straße 69                                                                      |
| | Bücherschrank                           | Braunschweig-Innenstadt                            |                | 24/7 | 52° 16′ 8″ N, 10° 31′ 8″ O Wollmarkt                                                                                    |
| | Bücherschrank                           | Braunschweig-Gartenstadt                           |                | 24/7 | 52° 14′ 7″ N, 10° 30′ 0″ O Gartenstadt                                                                                  |
| Bild gesucht | Bücherschrank                           | Bröckel                                            | Juni 2017      | | 52° 31′ 4″ N, 10° 12′ 52″ O Bahnhofstraße 4 (Alte Schule)                                                               |
| | Bücherschrank                           | Buchholz in der Nordheide-Holm-Seppensen           |                | | 53° 17′ 15″ N, 9° 52′ 22″ O Pappelweg 6                                                                                 |
| | Bücherschrank                           | Buchholz in der Nordheide-Suerhop                  |                | | 53° 18′ 41″ N, 9° 50′ 38″ O Am Moor 17                                                                                  |
| Bild gesucht | Telefonzelle                            | Bülstedt                                           | Jan. 2015      | private Initiative | 53° 12′ 37″ N, 9° 9′ 6″ O Lange Straße, unter der großen Birke                                                          |
| | Holzschrank                             | Burgdorf                                           | 2014           | Ausleihe | 52° 26′ 52″ N, 10° 0′ 44″ O Marktstraße, direkt am Stadtpark                                                            |
| Bild gesucht | Bücherschrank                           | Burgdorf                                           | 2018           | Ausleihe | 52° 26′ 40″ N, 9° 58′ 47″ O Tiefenauweg 15. Direkt hinter heesseler Feuerwehrhaus                                       |
| | Bücherschrank                           | Burgdorf-Otze                                      |                | | 52° 29′ 17″ N, 10° 0′ 53″ O Ecke Freiengericht/Worthstraße                                                              |
| | Telefonzelle                            | Burgwedel-Großburgwedel                            |                | | 52° 29′ 30″ N, 9° 51′ 13″ O Im Mitteldorf, vor Nr. 8                                                                    |
| Bild gesucht | Bücherschrank                           | Burgwedel-Wettmar                                  |                | | 52° 30′ 45″ N, 9° 55′ 8″ O Meitzer Weg, bei der Feuerwehr                                                               |
| | Bücherregal                             | Burhave                                            |                | | 53° 35′ 5″ N, 8° 22′ 13″ O im öffentlichen Gemeinschaftsgebäude des Campingplatzes, An der Nordseelagune 1              |
| | Telefonzelle                            | Buxtehude                                          | 2003           | Tauschbücherei in gelber Telefonzelle. | 53° 28′ 36″ N, 9° 42′ 7″ O Stavenort 12                                                                                 |
| | Telefonzelle                            | Buxtehude-Hedendorf                                | Nov. 2019      | Tauschbücherei in gelber Telefonzelle. | 53° 28′ 43″ N, 9° 37′ 7″ O Harsefelder Straße                                                                           |
| | Umspannturm                             | Brokeloh                                           | seit 2025      | Tauschbücherei mit Touristinfo | 52° 32′ 54″ N, 9° 12′ 37″ O zwischen Hauptstraße 14 und 16                                                              |
| | Holzschrank                             | Celle                                              | Okt. 2011      | Ausleihe | 52° 37′ 17″ N, 10° 4′ 10″ O Bahnhofstraße 21, am Fußgängerüberweg                                                       |
| | Bücherschrank                           | Celle                                              |                | | 52° 37′ 11″ N, 10° 5′ 30″ O vor Blumlage 42                                                                             |
| | Bücherschrank                           | Celle                                              |                | | 52° 37′ 1″ N, 10° 3′ 21″ O Heeseplatz                                                                                   |
| | Holzschrank                             | Celle                                              |                | | 52° 37′ 9″ N, 10° 4′ 15″ O Kirchstraße 50                                                                               |
| | Bücherschrank                           | Celle                                              | Juli 2014      | Ausleihe; offizielle BookCrossing-Zone | 52° 37′ 26″ N, 10° 5′ 10″ O Kleiner Plan                                                                                |
| Bild gesucht | Bücherschrank                           | Clausthal-Zellerfeld                               |                | zu den Öffnungszeiten der Unibibliothek | 51° 48′ 4″ N, 10° 20′ 26″ O in der Cafeteria der Unibibliothek TU Clausthal, Leibnizstraße 2                            |
| Bild gesucht | Bücherschrank                           | Clausthal-Zellerfeld, Ortsteil Wildemann           |                | zu den Öffnungszeiten der Kurverwaltung | 51° 49′ 41″ N, 10° 17′ 0″ O Kurverwaltung, Bohlweg 5                                                                    |
| | Bücherschrank                           | Cloppenburg                                        | Okt. 2013      | aufgestellt von der Bürgerstiftung Cloppenburg, barrierefreier Zugang | 52° 50′ 39″ N, 8° 2′ 13″ O Lange Straße 69, am Eingang der Fußgängerzone                                                |
| Bild gesucht | Bücherschrank                           | Cloppenburg                                        |                | zugänglich zu den Öffnungszeiten des Rathauses | 52° 50′ 41″ N, 8° 2′ 32″ O Sevelter Straße 8, im Bürgeramt des Rathauses                                                |
| Bild gesucht | Bücherschrank                           | Cloppenburg                                        |                | für Kinderbücher | 52° 50′ 32″ N, 8° 2′ 22″ O Eschstraße 33, an der Roten Schule                                                           |
| | Bücherschrank                           | Coppenbrügge                                       |                | [ 12 ] | 52° 7′ 8″ N, 9° 32′ 50″ O Schloßstraße, Burgeingang                                                                     |
| Bild gesucht | Bücherschrank                           | Coppenbrügge-Brünnighausen                         | Juli 2023      | aufgestellt von privat | 52° 8′ 51″ N, 9° 31′ 41″ O vor dem Grundstück Hauptstr. 14                                                              |
| Bild gesucht | Bücherschrank                           | Coppenbrügge-Dörpe                                 |                | Kulturscheune Dörpe, sonntags von 10 bis 12 Uhr geöffnet. | 52° 7′ 57″ N, 9° 33′ 43″ O Russelbrink 6                                                                                |
| | Bücherschrank                           | Cuxhaven-Duhnen                                    |                | im Winter geschlossen | 53° 53′ 6″ N, 8° 38′ 37″ O Robert-Dohrmann-Platz, vor der Kirche                                                        |
| | „Der Bücherleuchtturm“                  | Cuxhaven Holte-Spangen                             | 2014           | Ausleihe von 9 bis 21 Uhr (privater Tauschschrank) | 53° 50′ 57″ N, 8° 38′ 37″ O Sixtstraße 4                                                                                |
| | Sahlenburger Bücherschrank, Holzschrank | Cuxhaven-Sahlenburg                                | März 2019      | aufgestellt von der Tourismus- und Interessengemeinschaft Sahlenburg | 53° 51′ 41″ N, 8° 36′ 22″ O Nordheimstraße, Ecke Am Flockengrund                                                        |
| | RWE-Bücherschrank (BOKX)                | Damme                                              | 2012           | | 52° 31′ 25″ N, 8° 12′ 4″ O an der Kreuzung Große Straße/Steinfelder Straße                                              |
| | Bücherzelle                             | Damnatz                                            |                | | 53° 7′ 50″ N, 11° 10′ 48″ O Ecke Rosenstraße / Am Ebldeich                                                              |
| | Bücherschrank                           | Delligsen-Grünenplan                               |                | | 51° 57′ 19″ N, 9° 44′ 41″ O vor dem Erich-Mäder-Glasmuseum                                                              |
| | Telefonzelle                            | Delmenhorst                                        |                | | 53° 2′ 37″ N, 8° 36′ 51″ O Wiekhorner Heuweg, bei der Kerschensteiner Schule                                            |
| | Bücherschrank                           | Denstorf                                           |                | 24/7 | 52° 15′ 19″ N, 10° 24′ 46″ O Mölderweg 3                                                                                |
| | Bücherschrank                           | Diepenau-Essern                                    | Feb. 2016      | aufgestellt von der Bürgerstiftung im Landkreis Nienburg | 52° 27′ 26″ N, 8° 45′ 39″ O Märendamm, bei der Tankstelle                                                               |
| | Offener Bücherschrank Diepholz          | Diepholz                                           | 2014           | | 52° 36′ 24″ N, 8° 22′ 7″ O nahe dem Rathausmarkt                                                                        |
| Bild gesucht | RWE-Bücherschrank (BOKX)                | Dissen                                             | 2013           | | 52° 6′ 52″ N, 8° 12′ 18″ O auf dem Karlsplatz                                                                           |
| | Telefonzelle                            | Drochtersen                                        |                | | 53° 45′ 13″ N, 9° 23′ 7″ O Elbinsel Krautsand                                                                           |
| | Bücherschrank                           | Dörverden                                          |                | | 52° 50′ 47″ N, 9° 13′ 34″ O vor dem Rathaus                                                                             |
| | Bücherhaus                              | Duderstadt-Mingerode                               |                | | 51° 32′ 10″ N, 10° 14′ 17″ O am Westende der Lindenallee                                                                |
| | Bücherschrank                           | Einbeck                                            | 2015           | | 51° 49′ 6″ N, 9° 51′ 59″ O Marktplatz, vor der Marktkirche                                                              |
| | Bücherschrank                           | Einbeck-Greene                                     |                | | 51° 51′ 33″ N, 9° 56′ 36″ O Kirchplatz                                                                                  |
| | Bücherschrank                           | Elze-Sorsum                                        |                | | 52° 8′ 16″ N, 9° 43′ 21″ O an der Bushaltestelle Sorsum, Thies                                                          |
| Bild gesucht | Bücherregal                             | Emden                                              |                | Bahnhofsplatz 2 | 53° 22′ 11″ N, 7° 11′ 54″ O beim Bootsverleih am Wasserturm                                                             |
| | Bücherschrank                           | Emden                                              |                | Barenburger Kulturbunker | 53° 22′ 49″ N, 7° 12′ 55″ O Geibelstraße 30a                                                                            |
| | Bücherschrank                           | Emden-Barenburg                                    | 12. Sep. 2022  | Gesponsert durch Westenergie und Vorgänger | 52° 36′ 59″ N, 8° 47′ 57″ O Im Flecken 4                                                                                |
| | Bücherschrank                           | Eggermühlen                                        | 11. Juli 2022  | gesponsert durch Westenergie AG und Vorgänger | 52° 33′ 59″ N, 7° 48′ 54″ O Bippener Straße 2, 49577 Eggermühlen                                                        |
| | Bücherschrank                           | Eystrup                                            |                | aufgestellt von der Bürgerstiftung im Landkreis Nienburg | 52° 46′ 53″ N, 9° 13′ 30″ O Bahnhofstraße 53, vor dem Rathaus                                                           |
| Bild gesucht | Bücherschrank                           | Freistatt                                          |                | Verzeichnis der Samtgemeinde Kirchdorf | 52° 37′ 35″ N, 8° 39′ 0″ O Deckertstraße 20, im Sinnesgarten                                                            |
| | Bücherschrank                           | Frellstedt                                         |                | [ 32 ] | 52° 12′ 20″ N, 10° 54′ 59″ O Ecke Am Lindenplatz / Warberger Straße                                                     |
| | Bücherschrank                           | Freren                                             | 1. Apr. 2022   | Gesponsert durch Westenergie und Vorgänger | 52° 28′ 41″ N, 7° 33′ 1″ O Bahnhofstraße 79, 49832 Freren                                                               |
| Bild gesucht | Bücherschrank                           | Fürstenau                                          | 29. Juli 2020  | Gesponsert durch Westenergie und Vorgänger | 52° 31′ 3″ N, 7° 40′ 36″ O Marktplatz 2                                                                                 |
| | Telefonzelle                            | Ganderkesee-Bergedorf                              | Okt. 2016      | „Bökerschapp“ | 53° 1′ 36″ N, 8° 28′ 12″ O Alte Dorfstraße, zwischen Kindergarten und Feuerwehr                                         |
| | Telefonzelle                            | Ganderkesee-Falkenburg                             | Apr. 2025      | „Bökerschapp“ | 53° 2′ 53″ N, 8° 29′ 14″ O Alter Postweg, beim Kindergarten                                                             |
| | Kühlschrank                             | Ganderkesee-Hengsterholz                           |                | | 52° 58′ 35″ N, 8° 31′ 47″ O Riehe Ecke Teichweg                                                                         |
| | Bücherschrank                           | Garbsen-Auf der Horst                              |                | Umzug vom Planetencenter zum Kastanienplatz (2016) | 52° 24′ 51″ N, 9° 35′ 17″ O Kastanienplatz                                                                              |
| Bild gesucht | Bücherschrank                           | Garbsen-Berenbostel                                |                | | 52° 26′ 25″ N, 9° 36′ 47″ O Nachbarschaftsladen, Auf dem Kronsberg                                                      |
| | Bücherschrank                           | Garbsen-Frielingen                                 |                | Frielinger Dorfapotheke in Kooperation mit dem Förderverein „Leselust in Garbsen“ e. V. | 52° 27′ 41″ N, 9° 31′ 48″ O rechts neben der „Frielinger Dorfapotheke“, Bürgermeister-Wehrmann-Straße 15                |
| Bild gesucht | RWE-Bücherschrank (BOKX)                | Geeste-Dalum                                       |                | aufgestellt von RWE | 52° 35′ 18″ N, 7° 13′ 46″ O Vorplatz der Christus-König Kirche, Wietmarscher Damm                                       |
| | Bücherschrank                           | Gehrden                                            |                | | 52° 18′ 47″ N, 9° 36′ 1″ O Am Markt                                                                                     |
| | Bücherschrank                           | Gehrden-Lenthe                                     |                | | 52° 21′ 16″ N, 9° 36′ 51″ O Pagenbruchweg, vor dem Dorfhaus                                                             |
| | Bücherschrank                           | Gehrden-Northen                                    |                | | 52° 20′ 44″ N, 9° 36′ 25″ O Brunnenstraße                                                                               |
| | Telefonzelle                            | Georgsmarienhütte-Oesede                           | Dez. 2014      | aufgestellt nach längeren kommunalpolitischen Querelen, umgestaltet von Ausbildungsteilnehmern der Bildungswerkstatt Georgsmarienhütte | 52° 12′ 22″ N, 8° 3′ 55″ O Oeseder Straße/Am Rathaus, auf dem so genannten Roten Platz                                  |
| Bild gesucht | Bücherschrank                           | Giesen                                             |                | | 52° 11′ 49″ N, 9° 53′ 53″ O Rathausstraße 48                                                                            |
| Bild gesucht | Bücherregal                             | Giesen-Ahrbergen                                   |                | | 52° 13′ 17″ N, 9° 52′ 39″ O Hildesheimer Straße 37                                                                      |
| | Telefonzelle                            | Gifhorn                                            |                | 14. Februar 2025: mit Kette und Vorhängeschloss abgesperrt: „wegen Vandalismus geschlossen“ | 52° 28′ 21″ N, 10° 32′ 47″ O an der Martin-Luther-Kirche, Limbergstraße 29                                              |
| Bild gesucht | Bücherschrank                           | Glandorf                                           | Mai 2016       | initiiert vom Landfrauenverein, finanziert vom Energieversorger TEN (Teutoburger Energie Netzwerk eG) | 52° 4′ 53″ N, 8° 0′ 3″ O Am Thie, Höhe Nr. 6                                                                            |
| | Bücherzelle                             | Gleichen-Diemarden                                 |                | | 51° 29′ 15″ N, 9° 58′ 53″ O Mühlendamm                                                                                  |
| | Bücherschrank                           | Goslar-Altstadt                                    | 2015           | | 51° 54′ 33″ N, 10° 25′ 35″ O am Rosentor, Rosentorstraße 27                                                             |
| | Immenröder Bücherzelle                  | Goslar-Immenrode                                   | 2011           | | 51° 57′ 27″ N, 10° 28′ 50″ O gegenüber der ehemaligen Volksbank                                                         |
| Bild gesucht | Bücherschrank                           | Goslar-Sudmerberg                                  | 21. Jan. 2020  | [ 37 ] | 51° 55′ 2″ N, 10° 27′ 38″ O an der St.-Peter-Kirche (Nußanger 15)                                                       |
| | Bücherzelle                             | Göttingen                                          |                | | 51° 31′ 44″ N, 9° 56′ 7″ O Bürgerstraße                                                                                 |
| | Bücherzelle                             | Göttingen                                          |                | | 51° 32′ 0″ N, 9° 56′ 38″ O Hainholzplatz                                                                                |
| | Vitrine                                 | Göttingen                                          | 2011           | Ausleihe | 51° 31′ 26″ N, 9° 56′ 48″ O Königsberger Straße 12, vor dem Geschäft des Vereins Förderer der Straßensozialarbeit e. V. |
| | Wandregal                               | Göttingen                                          |                | | 51° 32′ 7″ N, 9° 55′ 52″ O Obere-Masch-Straße 2                                                                         |
| | Bücherzelle                             | Göttingen                                          |                | | 51° 31′ 21″ N, 9° 56′ 9″ O Reinhäuser Landstraße 55                                                                     |
| | Schrank                                 | Göttingen-Elliehausen                              | 2013           | [ 39 ] | 51° 33′ 9″ N, 9° 52′ 17″ O Am Eikborn/Orthwiesen, vor der Ostseite der Kirche St. Martin                                |
| | Bücherschrank                           | Göttingen-Grone                                    |                | | 51° 31′ 57″ N, 9° 53′ 40″ O vor dem Petri-Haus in der Backhausstraße                                                    |
| | Büchervitrine                           | Göttingen-Grone                                    |                | | 51° 31′ 45″ N, 9° 54′ 16″ O Eifelweg                                                                                    |
| öffentliches Bücherregal Göttingen-Herberhausen Dorschänke | Vitrine                                 | Göttingen-Herberhausen                             |                | | 51° 32′ 25″ N, 9° 59′ 4″ O An der Mühle 19, Dorfschänke Herberhausen, vor dem Eingang rechts in der Ecke                |
| | Vitrine                                 | Göttingen-Holtenser Berg                           | 2012           | [ 40 ] | 51° 33′ 38″ N, 9° 54′ 11″ O Europa-Allee 19, neben der Bushaltestelle                                                   |
| | Bücherregal                             | Göttingen Kogelhof                                 |                | | 51° 32′ 23″ N, 9° 55′ 9″ O Kogelhof                                                                                     |
| | Schrank                                 | Göttingen-Leineberg                                | 2011           | [ 41 ] | 51° 31′ 35″ N, 9° 55′ 1″ O Allerstraße 32, vor dem Stadtteilbüro                                                        |
| | Bücherschrank                           | Göttingen-Südstadt                                 |                | | 51° 31′ 40″ N, 9° 56′ 15″ O Stegemühlenweg                                                                              |
| | Bücherregal                             | Göttingen-Universität                              | 2014           | | 51° 32′ 30″ N, 9° 56′ 1″ O Platz der Göttinger Sieben 3a, im Lern- und Studiengebäude (LSG), Raum 1.134                 |
| | Bücherschrank                           | Göttingen-Weende                                   |                | | 51° 33′ 53″ N, 9° 55′ 41″ O Unter dem Kloster                                                                           |
| | Bücherregal                             | Göttingen-Weende                                   |                | | 51° 32′ 47″ N, 9° 56′ 58″ O Von-Bar-Straße                                                                              |
| | Bücherschrank                           | Göttingen-Weststadt                                |                | | 51° 32′ 54″ N, 9° 54′ 50″ O Pfalz-Grone-Breite                                                                          |
| | Bücherschrank                           | Gronau (Leine)                                     |                | | 52° 5′ 5″ N, 9° 46′ 31″ O links vor dem Haus Am Markt 3                                                                 |
| Bild gesucht | Bücherschrank                           | Gronau (Leine), Ortsteil Betheln                   | 5. Juni 2020   | aufgestellt durch Dorfpflege Betheln – Eddinghausen – Haus Escherde e. V. | 52° 6′ 50″ N, 9° 47′ 37″ O Alte Schulstraße 19/21                                                                       |
| | Kühlschrank                             | Groß Ippener                                       |                | | 52° 57′ 39″ N, 8° 37′ 8″ O beim Turn- und Sportverein                                                                   |
| | Telefonzelle                            | Groß Twülpstedt-Rümmer                             |                | | 52° 22′ 53″ N, 10° 53′ 54″ O                                                                                            |
| Bild gesucht | Bücherschrank                           | Großefehn                                          |                | Krummacker 11 | 53° 25′ 51″ N, 7° 33′ 11″ O am Privathaus                                                                               |
| | Bücherschrank                           | Hagen am Teutoburger Wald                          | Nov. 2017      | initiiert von der Gemeinde Hagen am Teutoburger Wald und der Teutoburger Energie Netzwerk eG (TEN eG), zweiseitig zugänglich (seitlich); betreut von Mitgliedern des Literaturkreises                                                                                | 52° 11′ 49″ N, 7° 58′ 50″ O Dorfstraße 2 a                                                                              |
| Bild gesucht | Bücherschrank                           | Hagen am Teutoburger Wald, Gemeindeteil Gellenbeck | Mai 2019       | finanziert vom örtlichen Energieversorger TEN, betreut von Bücherschrankpatin | 52° 12′ 0″ N, 7° 56′ 24″ O Dorfplatz, Höhe Natruper Straße 69                                                           |
| Bild gesucht | Telefonzelle                            | Hagen im Bremischen-Rechtenfleth                   | Aug. 2014      | aufgestellt vom Heimatverein „Ketelhoken-Rechtenflether Heimatfreunde“ | 53° 22′ 48″ N, 8° 30′ 30″ O Kreuzung Kehrje/Lindenbruchstraße                                                           |
| Bild gesucht | Bücherschrank                           | Hameln                                             |                | zugänglich zu den Öffnungszeiten des Edeka-Centers: Mo–Sa 08:00–21:00 Uhr | 52° 7′ 22″ N, 9° 20′ 43″ O im Edeka-Center, Lemkestraße 10                                                              |
| Bild gesucht | Bücherregal                             | Hameln                                             |                | zugänglich zu den Öffnungszeiten der Sumpfblume | 52° 5′ 54″ N, 9° 21′ 19″ O im Kultur- und Kommunikationszentrum Sumpfblume, Am Stockhof 2a                              |
| | Pförtnerhaus                            | Hameln-Holtensen                                   |                | | 52° 8′ 21″ N, 9° 22′ 44″ O Unsener Straße 7, vor der Postfiliale                                                        |
| Bild gesucht | Bücherschrank                           | Hameln-Wangelist                                   |                | zugänglich zu den Öffnungszeiten des Marktkauf-Centers | 52° 4′ 57″ N, 9° 20′ 28″ O im Eingangsbereich, Böcklerstraße 6–8                                                        |
| | Telefonzelle                            | Hann. Münden                                       |                | | 51° 25′ 3″ N, 9° 39′ 13″ O Schlossplatz, an der Bushaltestelle                                                          |
| | Holzschrank                             | Hannover-Ahlem                                     | Sep. 2008      | | 52° 23′ 4″ N, 9° 39′ 55″ O Martin-Luther-Kirche, Wunstorfer Landstraße 50a                                              |
| | Holzschrank                             | Hannover (Altstadt)                                | 2008           | | 52° 22′ 18″ N, 9° 44′ 7″ O An der Marktkirche                                                                           |
| | Holzschrank                             | Hannover-Anderten                                  | Okt. 2011      | | 52° 21′ 48″ N, 9° 51′ 24″ O Am Tiergarten 2                                                                             |
| | Holzschrank                             | Hannover-Badenstedt                                | Nov. 2011      | | 52° 21′ 30″ N, 9° 41′ 12″ O Körtingsdorf 1                                                                              |
| | Holzschrank                             | Hannover-Badenstedt                                | 25. Aug. 2017  | [ 44 ] | 52° 21′ 23″ N, 9° 39′ 35″ O Lenther Straße/Remarqueweg                                                                  |
| | Bücherschrank                           | Hannover-Badenstedt                                |                | | 52° 21′ 15″ N, 9° 40′ 19″ O Eichenfeldstraße 12                                                                         |
| | Bücherschrank                           | Hannover-Bemerode                                  | Sep. 2011      | | 52° 20′ 48″ N, 9° 49′ 41″ O Bemeroder Rathausplatz                                                                      |
| | Holzschrank                             | Hannover-Bornum                                    | Apr. 2009      | | 52° 21′ 0″ N, 9° 41′ 4″ O an der Kreuzung Im Dorfe/Ludwig-Gleue-Weg                                                     |
| | Holzschrank                             | Hannover-Bothfeld                                  | Apr. 2009      | | 52° 25′ 13″ N, 9° 47′ 59″ O Kurze-Kamp-Straße/Einsteinstraße                                                            |
| | Holzschrank                             | Hannover-Bothfeld                                  |                | | 52° 24′ 48″ N, 9° 47′ 54″ O Sutelstraße, nördlich der St. Nicolai-Kirche                                                |
| Bild gesucht | Holzschrank                             | Hannover-Bult                                      | Sep. 2009      | | 52° 21′ 43″ N, 9° 46′ 14″ O An der Melanchtonkirche                                                                     |
| | Holzschrank                             | Hannover-Calenberger Neustadt                      | Sep. 2007      | | 52° 22′ 15″ N, 9° 43′ 42″ O Neustädter Markt                                                                            |
| Bild gesucht | Holzschrank                             | Hannover-Davenstedt                                | Juni 2008      | | 52° 21′ 48″ N, 9° 40′ 27″ O Davenstedter Markt                                                                          |
| | Holzschrank                             | Hannover-Döhren                                    | März 2010      | | 52° 20′ 24″ N, 9° 45′ 48″ O Fiedelerplatz                                                                               |
| | Holzschrank                             | Hannover-Groß-Buchholz                             | Okt. 2010      | | 52° 24′ 10″ N, 9° 47′ 56″ O Bussestraße, Ecke Läuferweg, vor der Post                                                   |
| Bild gesucht | Holzschrank                             | Hannover-Groß-Buchholz (Vogelsiedlung)             | Apr. 2012      | | 52° 23′ 34″ N, 9° 49′ 20″ O an der Kreuzung Milanstraße/Schwalbenflucht                                                 |
| | Holzschrank                             | Hannover-Hainholz                                  | Nov. 2006      | | 52° 24′ 2″ N, 9° 42′ 59″ O vor dem Kulturtreff Hainholz, Voltmerstraße 36                                               |
| | Holzschrank                             | Hannover-Herrenhausen                              | 2010           | | 52° 23′ 36″ N, 9° 41′ 6″ O Herrenhäuser Markt                                                                           |
| | Holzschrank                             | Hannover-Kirchrode                                 | Juni 2012      | | 52° 21′ 39″ N, 9° 49′ 43″ O Tiergartenstraße, Ecke Schwemannstraße                                                      |
| | Holzschrank                             | Hannover-Kleefeld                                  |                | | 52° 22′ 32″ N, 9° 47′ 45″ O in der Ebellstraße gegenüber vom Schaperplatz                                               |
| | Holzschrank                             | Hannover-Kleefeld                                  |                | nur für Besucher des Kleefelder Bads zugänglich | 52° 22′ 21″ N, 9° 48′ 44″ O im Kleefelder Bad                                                                           |
| | Holzschrank                             | Hannover-Ledeburg                                  | Nov. 2010      | | 52° 24′ 46″ N, 9° 40′ 42″ O Am Fuhrenkampe, Ecke Immelmannstraße                                                        |
| Bild gesucht | Bücherschrank                           | Hannover-Leinhausen                                |                | [ 45 ] | 52° 24′ 4″ N, 9° 40′ 20″ O Oertzeweg, Haupteingang Grundschule                                                          |
| | Holzschrank                             | Hannover-Limmer                                    | 2006           | | 52° 22′ 38″ N, 9° 41′ 5″ O bei der Haltestelle Brunnenstraße                                                            |
| Bild gesucht | Bücherschrank                           | Hannover-Linden-Mitte                              |                | [ 45 ] | 52° 22′ 11″ N, 9° 43′ 1″ O Gartenallee/Marianne-Adrian-Weg                                                              |
| | Bücherschrank                           | Hannover-Linden-Mitte                              | 2017           | | 52° 22′ 12″ N, 9° 43′ 10″ O Ida-Ahrenhold-Brücke, 30449 Hannover                                                        |
| | Holzschrank                             | Hannover-Linden-Nord                               | 2011           | | 52° 22′ 32″ N, 9° 42′ 25″ O Pfarrlandplatz, Ecke Pfarrlandstraße                                                        |
| | Holzschrank                             | Hannover-Linden-Süd                                | 2017           | | 52° 21′ 42″ N, 9° 42′ 39″ O Sporlederweg 13B, 30449 Hannover                                                            |
| | Holzschrank                             | Hannover-Linden-Süd                                | 2008           | | 52° 21′ 38″ N, 9° 43′ 5″ O Charlottenstraße                                                                             |
| | Telefonzelle                            | Hannover-Linden-Süd                                |                | | 52° 21′ 31″ N, 9° 41′ 55″ O Schwarze Flage                                                                              |
| | Holzschrank                             | Hannover-List                                      | 2013           | | 52° 23′ 41″ N, 9° 45′ 41″ O Hunaeusstraße, Ecke Podbielskistraße                                                        |
| | Holzschrank                             | Hannover-List                                      | 2005           | [ 46 ] | 52° 23′ 25″ N, 9° 44′ 40″ O Jakobistraße 31                                                                             |
| | Holzschrank                             | Hannover-List                                      | 2012           | [ 4 ] [ 47 ] | 52° 24′ 2″ N, 9° 46′ 31″ O Liliencronplatz (Ostseite)                                                                   |
| Bild gesucht | Bücherschrank                           | Hannover-List                                      |                | [ 45 ] | 52° 23′ 41″ N, 9° 44′ 50″ O Wöhlerstraße 13, Matthäuskirche                                                             |
| | Bücherschrank                           | Hannover-Marienwerder                              |                | | 52° 24′ 18″ N, 9° 37′ 7″ O Große Pranke                                                                                 |
| | Bücherschrank                           | Hannover-Misburg-Nord                              |                | | 52° 23′ 20″ N, 9° 51′ 22″ O Anderter Straße                                                                             |
| | Bücherschrank                           | Hannover-Mitte                                     |                | [ 45 ] | 52° 22′ 23″ N, 9° 44′ 59″ O Lavesplatz                                                                                  |
| Bild gesucht | Holzschrank                             | Hannover-Nordstadt                                 | 2011           | neuer Standort an der Lutherkirche (seit Juni 2021) | 52° 23′ 13″ N, 9° 43′ 17″ O Ecke Tulpenstraße/Engelbosteler Damm                                                        |
| | Bücherschrank                           | Hannover-Nordstadt                                 | 20. Mai 2021   | 45. Bücherschrank in Hannover, alle einheitlich gebaut vom Werkstatt-Treff Mecklenheide e. V., einem Projekt für Langzeitarbeitslose | 52° 22′ 56″ N, 9° 43′ 33″ O Engelbosteler Damm nahe Christuskirche                                                      |
| | Holzschrank                             | Hannover-Oberricklingen                            | Apr. 2009      | | 52° 20′ 32″ N, 9° 42′ 50″ O Butjerbrunnenplatz/Wallensteinstraße                                                        |
| | Holzschrank                             | Hannover-Oststadt                                  |                | | 52° 22′ 54″ N, 9° 44′ 42″ O Lister Meile/Weißekreuzplatz, vor Nr. 23                                                    |
| Bild gesucht | Bücherschrank                           | Hannover-Ricklingen                                |                | [ 45 ] | 52° 21′ 5″ N, 9° 43′ 16″ O Friedrich-Ebert-Platz                                                                        |
| Bild gesucht | Bücherschrank                           | Hannover-Roderbruch                                |                | [ 45 ] | 52° 23′ 27″ N, 9° 48′ 36″ O Warburghof 1                                                                                |
| | Holzschrank                             | Hannover-Sahlkamp                                  | Okt. 2012      | | 52° 24′ 51″ N, 9° 46′ 44″ O Elmstraße 15, vor dem Stadtteiltreff                                                        |
| Bild gesucht | Bücherschrank                           | Hannover-Seelhorst                                 | 14. Juni 2023  | | 52° 20′ 26″ N, 9° 47′ 2″ O Ecke Peiner Straße / Hoher Weg                                                               |
| | Holzschrank                             | Hannover-Stöcken                                   | Nov. 2005      | | 52° 24′ 33″ N, 9° 39′ 41″ O vor dem Stadtteilladen, Eichsfelder Straße 101                                              |
| Bild gesucht | Bücherschrank                           | Hannover-Südstadt                                  |                | [ 45 ] | 52° 21′ 30″ N, 9° 44′ 50″ O Margot-Engelke-Zentrum/Geibelstraße 90                                                      |
| | Holzschrank                             | Hannover-Südstadt                                  | Juni 2011      | | 52° 21′ 44″ N, 9° 45′ 14″ O Stephansplatz                                                                               |
| | Holzschrank                             | Hannover-Vahrenheide                               |                | | 52° 24′ 42″ N, 9° 45′ 8″ O Vahrenheider Markt, zur Dresdener Straße                                                     |
| | Holzschrank                             | Hannover-Vahrenwald                                | Sep. 2014      | | 52° 23′ 40″ N, 9° 43′ 47″ O Jahnplatz                                                                                   |
| Bild gesucht | Bücherschrank                           | Hannover-Vahrenwald                                |                | [ 45 ] | 52° 24′ 11″ N, 9° 43′ 48″ O Ecke Apenrader Straße / Flensburger Straße                                                  |
| | zwei Holzschränke                       | Hannover-Vinnhorst                                 |                | | 52° 24′ 53″ N, 9° 42′ 11″ O vor der St. Andreas-Kirche, Schulenburger Landstraße 208                                    |
| | Holzschrank                             | Hannover-Waldheim                                  |                | | 52° 21′ 2″ N, 9° 46′ 24″ O Liebrechtstraße, vor Nr. 63                                                                  |
| | Holzschrank                             | Hannover-Wettbergen                                |                | | 52° 19′ 47″ N, 9° 41′ 29″ O Hauptstraße, vor Nr. 51                                                                     |
| | Holzschrank                             | Hannover-Wülfel                                    | Dez. 2012      | | 52° 19′ 40″ N, 9° 46′ 40″ O Hildesheimer Straße 380                                                                     |
| Bild gesucht | Bücherregal                             | Hannover-Wülferode                                 |                | Alte Schule Wülferode | 52° 19′ 36″ N, 9° 51′ 3″ O Kirchbichlerstraße 6                                                                         |
| | Holzschrank                             | Hannover-Zooviertel                                |                | | 52° 22′ 29″ N, 9° 45′ 41″ O Schackstraße 2, an der Friedenskirche                                                       |
| | Bücherzelle                             | Hardegsen-Asche                                    |                | | 51° 36′ 58″ N, 9° 48′ 36″ O Berghofstraße                                                                               |
| | Bücherzelle                             | Hardegsen-Hettensen                                |                | | 51° 36′ 58″ N, 9° 47′ 24″ O Lödingser Straße, Ecke Bramburgstraße                                                       |
| Bild gesucht | Bücherschrank                           | Harsum                                             | 2016           | | 52° 12′ 21″ N, 9° 57′ 32″ O Mahnhof 25                                                                                  |
| | Bücherschrank                           | Haste                                              |                | | 52° 22′ 50″ N, 9° 23′ 31″ O vor dem Bürgerhaus, Hauptstraße 42                                                          |
| | Telefonzelle                            | Heeslingen                                         | Mai 2024       | | 53° 18′ 58″ N, 9° 19′ 10″ O Am Stimmbeck (neben dem Buswartehäuschen)                                                   |
| | Telefonzelle                            | Helmstedt-Emmerstedt                               | 2017           | | 52° 14′ 39″ N, 10° 57′ 52″ O Eversplatz (Ecke Hauptstraße / Emmastraße)                                                 |
| | Holzschrank                             | Hemmingen-Westerfeld                               | Juli 2011      | | 52° 19′ 33″ N, 9° 43′ 33″ O Rathausplatz 1                                                                              |
| | Bücherschrank                           | Hemmingen-Wilkenburg                               |                | | 52° 18′ 48″ N, 9° 45′ 33″ O vor der St.-Vitus-Kirche in Wilkenburg                                                      |
| | Holzkiste                               | Hermannsburg                                       | 2018           | Die Lesekiste ist ein Projekt des Hermannsburger Strategie-Rates zum Thema „Hermannsburg – Reich an Grün und Geist“. | 52° 50′ 3″ N, 10° 5′ 44″ O Lutterweg                                                                                    |
| Bild gesucht | Telefonzelle                            | Hesel                                              |                | | 53° 20′ 6″ N, 7° 38′ 44″ O Oldehaver Weg 5                                                                              |
| | Offener Bücherschrank                   | Hildesheim-Oststadt                                | 2013           | Verein für öffentlichen Bücherschrank | 52° 9′ 11″ N, 9° 57′ 33″ O vor dem Stadttheater                                                                         |
| | Offener Bücherschrank, Holz             | Hildesheim-Himmelsthür                             | 2016           | | 52° 9′ 43″ N, 9° 55′ 4″ O Ecke Breslauer Straße, Jahnstraße, Danziger Straße                                            |
| Bild gesucht | Offener Bücherschrank                   | Hildesheim-Marienburger Höhe                       | Okt. 2013      | | 52° 8′ 4″ N, 9° 58′ 23″ O Marienburger Platz                                                                            |
| | Offener Bücherschrank                   | Hildesheim-Mitte                                   | Jan. 2015      | | 52° 9′ 9″ N, 9° 56′ 40″ O Michaelis-Platz am Michaelisheim                                                              |
| Bild gesucht | Bücherschrank                           | Hildesheim-Moritzberg                              |                | | 52° 8′ 22″ N, 9° 56′ 17″ O Ulmenweg, gegenüber der Markuskirche                                                         |
| Bild gesucht | Englische Telefonzelle                  | Hildesheim-Moritzberg                              |                | | 52° 9′ 2″ N, 9° 55′ 46″ O Phoenixstraße, Ecke Elzer Straße                                                              |
| Bild gesucht | Schrank mit Liegefläche                 | Hildesheim-Nordstadt                               |                | [ 50 ] | 52° 9′ 47″ N, 9° 58′ 51″ O Justus-Jonas-Straße, Ecke Martin-Luther-Straße                                               |
| Bild gesucht | Bücherschrank                           | Hildesheim-Stadtfeld                               |                | | 52° 9′ 2″ N, 9° 55′ 46″ O Siedlungsweg                                                                                  |
| | Bücherschrank                           | Hillerse                                           | Jan. 2016      | | 52° 24′ 40″ N, 10° 24′ 6″ O Rathaus Hillerse                                                                            |
| | Bücherschrank                           | Hitzacker (Elbe)                                   | Okt. 2024      | | 53° 9′ 8″ N, 11° 2′ 49″ O Museum Hitzacker                                                                              |
| Büchertauschzelle mit Bank (Hörden) | Bücherzelle                             | Hörden am Harz                                     |                | | 51° 40′ 3″ N, 10° 17′ 0″ O Mittelstraße                                                                                 |
| Bild gesucht | Bücherschrank                           | Hohenhameln-Mehrum                                 |                | | 52° 18′ 16″ N, 10° 5′ 23″ O Hauptstraße 15                                                                              |
| Bild gesucht | Telefonzelle                            | Hohnhorst-Ohndorf                                  |                | | 52° 21′ 23″ N, 9° 20′ 58″ O Schulstraße vor Nr. 4                                                                       |
| Bild gesucht | Bücherschrank                           | Holle                                              |                | zu den Öffnungszeiten des Rathauses: Mo, Fr. 09–12 Uhr, Di. 13:30–16 Uhr, Do. 14–18 Uhr | 52° 5′ 8″ N, 10° 9′ 35″ O Am Thie 1, Rathaus                                                                            |
| | Offener Bücherschrank                   | Holzminden                                         | 14. Aug. 2013  | [ 51 ] | 51° 49′ 43″ N, 9° 26′ 44″ O Lutherkirchplatz                                                                            |
| | Holzschrank                             | Hornbostel-Wietze                                  | Nov. 2011      | | 52° 40′ 22″ N, 9° 50′ 24″ O Helene-Segelke-Platz                                                                        |
| | Telefonzelle                            | Horneburg                                          | Mai 2022       | | 53° 30′ 29″ N, 9° 34′ 48″ O Auedamm, bei der Kreissparkasse                                                             |
| Bild gesucht | Bücherschrank                           | Hoya                                               |                | | 52° 48′ 21″ N, 9° 8′ 34″ O Lange Straße                                                                                 |
| Bild gesucht | Telefonzelle                            | Hude-Altmoorhausen                                 | 2013           | [ 52 ] | 53° 2′ 41″ N, 8° 12′ 46″ O Dorfstraße 29, beim Kindergarten                                                             |
| | Bücherschrank                           | Hüde                                               | 19. Juli 2021  | Gesponsert durch Westenergie und Vorgänger | 52° 29′ 41″ N, 8° 21′ 22″ O Twassweg 4                                                                                  |
| | Bücherschrank                           | Husum (bei Nienburg)                               |                | aufgestellt von der Bürgerstiftung im Landkreis Nienburg | 52° 33′ 52″ N, 9° 15′ 2″ O Rehburger Straße, Ecke Zum Hahnenkamp                                                        |
| | Bücherschrank                           | Ingeln-Oesselse                                    | Nov. 2012      | | 52° 16′ 48″ N, 9° 53′ 14″ O Gleidinger Straße 28                                                                        |
| | Bücherschrank                           | Isenbüttel                                         |                | | 52° 26′ 9″ N, 10° 34′ 39″ O neben MEDICOO, Gutsstraße 5                                                                 |
| | Bücherschrank                           | Isernhagen-Altwarmbüchen                           | Okt. 2011      | | 52° 25′ 51″ N, 9° 51′ 7″ O Rathausplatz Altwarmbüchen                                                                   |
| | Bücherschrank                           | Isernhagen-Kircher Bauerschaft                     |                | | 52° 27′ 38″ N, 9° 48′ 57″ O neben der Marienkirche                                                                      |
| Bild gesucht | Telefonzelle                            | Jade, Ortsteil Jaderberg                           | 2013           | Initiative eines Lehrers, ursprünglich auf einem Supermarktparkplatz, 2021 umgesetzt | 53° 20′ 17″ N, 8° 11′ 12″ O Bollenhagener Straße 33                                                                     |
| | Bücherschrank                           | Jembke                                             |                | | 52° 29′ 52″ N, 10° 45′ 52″ O Dannhopsweg 1A                                                                             |
| | Bücherschrank                           | Kakenstorf-Auf der Horst                           |                | | 53° 17′ 35″ N, 9° 47′ 13″ O Auf der Horst Süd 24                                                                        |
| Bild gesucht | Bücherschrank                           | Kirchdorf (bei Sulingen)                           |                | | 52° 35′ 47″ N, 8° 49′ 57″ O Marktstraße 3                                                                               |
| Bild gesucht | Bücherschrank                           | Kettenkamp                                         | 21. Sep. 2020  | Gesponsert durch Westenergie | 52° 35′ 10″ N, 7° 49′ 47″ O Hauptstraße 11, 20 m rechts von der Gemeindeverwaltung                                      |
| | Telefonzelle                            | Kleinenging                                        |                | 24/7 | 52° 49′ 31″ N, 7° 48′ 35″ O                                                                                             |
| Bild gesucht | Bücherschrank                           | Königslutter am Elm                                | Dez. 2023      | [ 55 ] | 52° 14′ 57″ N, 10° 49′ 2″ O an der Kreuzung Neue Straße / Kattreppeln                                                   |
| | Bücher-Tausch-Haus                      | Königslutter am Elm-Bornum am Elm                  | 6. Aug. 2021   | [ 56 ] | 52° 15′ 39″ N, 10° 44′ 56″ O Molkereiweg 8                                                                              |
| | Bücherschrank                           | Krummhörn, Ortsteil Greetsiel                      |                | nur bei gutem Wetter zugänglich | 53° 30′ 2″ N, 7° 5′ 38″ O Hohe Straße, an der Kirche                                                                    |
| | Telefonzelle                            | Krummhörn, Ortsteil Pewsum                         |                | gegenüber Hausnr. 5 | 53° 25′ 44″ N, 7° 6′ 17″ O Adolf-Köppe-Straße 2                                                                         |
| | Holzschrank                             | Laatzen                                            |                | | 52° 18′ 45″ N, 9° 47′ 21″ O Lindenplatz                                                                                 |
| | Holzschrank                             | Laatzen-Gleidingen                                 |                | | 52° 16′ 11″ N, 9° 50′ 25″ O Am Meyerkamp/Heiseder Straße, vor der St. Gertruden-Kirche                                  |
| | Holzschrank                             | Laatzen-Grasdorf                                   |                | | 52° 17′ 57″ N, 9° 48′ 18″ O an der Straßenecke Am Südtor/Rethener Kirchweg                                              |
| | Holzschrank                             | Laatzen-Rethen                                     |                | | 52° 17′ 15″ N, 9° 49′ 23″ O Thiestraße                                                                                  |
| | Telefonzelle                            | Lamspringe-Evensen                                 | 2024           | Bürgerverein Evensen e.V. | 52° 0′ 17″ N, 10° 0′ 11″ O Evenser Dorfstraße 25                                                                        |
| Bild gesucht | Bücherschrank                           | Landesbergen                                       | Juni 2015      | aufgestellt von der Bürgerstiftung im Landkreis Nienburg | 52° 33′ 37″ N, 9° 7′ 30″ O auf dem Mühlenplatz                                                                          |
| Bild gesucht | Bücherschrank                           | Langenhagen                                        |                | | 52° 26′ 23″ N, 9° 44′ 19″ O CCL, Westpassage                                                                            |
| | Bücherschrank                           | Langenhagen-Engelbostel                            |                | | 52° 26′ 47″ N, 9° 39′ 25″ O vor der Ortsverwaltung, Kreuzwippe 1 Ecke Kirchstraße                                       |
| Bild gesucht | Bücherschrank                           | Langenhagen-Godshorn                               | Mai 2021       | private Initiative, Häuschen am Gartenzaun | 52° 26′ 20″ N, 9° 42′ 33″ O Alt-Godshorn 53b                                                                            |
| Bild gesucht | Bücherschrank                           | Langlingen                                         | Juni 2020      | | 52° 33′ 23″ N, 10° 16′ 57″ O vor EDEKA                                                                                  |
| | Holzschrank                             | Lehre-Flechtorf                                    | Nov. 2020      | [ 58 ] | 52° 21′ 20″ N, 10° 42′ 27″ O am Dorfgemeinschaftshaus, Alte Braunschweiger Straße 21                                    |
| | Telefonzelle                            | Lehrte-Ahlten                                      |                | | 52° 21′ 58″ N, 9° 54′ 31″ O Neben dem Parkplatz „Am alten Dorfteich“, Zum Großen Freien 15                              |
| Bild gesucht | Bücherschrank                           | Lehrte-Sievershausen                               |                | | 52° 22′ 14″ N, 10° 7′ 43″ O John-F.-Kennedy-Straße, an der Apotheke                                                     |
| Bild gesucht | Bücherbank                              | Leiferde                                           | 11. Dez. 2021  | [ 59 ] | 52° 26′ 33″ N, 10° 26′ 12″ O am Dorfgemeinschaftshaus, Gilder Weg 66                                                    |
| Bild gesucht | RWE-Bücherschrank (BOKX)                | Lembruch                                           |                | aufgestellt von RWE | 52° 31′ 32″ N, 8° 22′ 4″ O Große Straße 76                                                                              |
| Bild gesucht | Bücherschrank                           | Lemförde                                           | 2020           | | 52° 16′ 50″ N, 8° 13′ 25″ O Hauptstraße 82, an der Bushaltestelle Kirche                                                |
| | Bücherzelle                             | Lingen-Baccum                                      | 2017           | Ökumenische Mitte Baccum e. V. | 52° 30′ 50″ N, 7° 24′ 11″ O                                                                                             |
| | Bücherschrank                           | Linsburg                                           | Dez. 2014      | aufgestellt von der Bürgerstiftung im Landkreis Nienburg | 52° 35′ 38″ N, 9° 18′ 23″ O Alter Schlossweg 1                                                                          |
| Bild gesucht | Bücherschrank                           | Lohne                                              |                | | 52° 39′ 15″ N, 8° 13′ 49″ O Hopener Wald, Wanderweg zwischen Teich und Zerhusener Esch                                  |
| Bild gesucht | mobiler Bücherschrank                   | Lohne                                              | Dez. 2014      | aufgestellt von der Stadt Lohne | 52° 39′ 22″ N, 8° 14′ 17″ O mobiles Bücherregal im Eingangsbereich des Waldbads                                         |
| | Bücherschrank                           | Lüchow (Wendland)                                  | Dez. 2012      | Projekt der Bürgerstiftung Lüchow, im Mai 2020 durch Vandalismus beschädigt | 52° 58′ 2″ N, 11° 9′ 21″ O Burgstraße/Ecke Lange Straße                                                                 |
| Bild gesucht | Bücherschrank                           | Lüneburg                                           |                | | 53° 13′ 41″ N, 10° 24′ 4″ O Scharnhorststraße 11, vor dem Eingang zur Bibliothek der Leuphana Universität               |
| Bild gesucht | Bücherschrank                           | Lünne                                              | 20. Sep. 2024  | Gesponsert durch Westenergie und Vorgänger | 52° 25′ 54″ N, 7° 25′ 34″ O Auf dem Damm 1, Lünne                                                                       |
| | Bücherschrank                           | Marklohe                                           |                | | 52° 40′ 9″ N, 9° 9′ 26″ O Parkplatz an der Feuerwehr, Hoyaer Straße/Ecke Mittelweg                                      |
| | Bücherschrank                           | Meine-Grassel                                      | 2016           | | 52° 21′ 30″ N, 10° 35′ 22″ O in ehemaligem Buswartehäuschen, Brunnenstraße 6A                                           |
| Bild gesucht | Bücherschrank                           | Menslage                                           | 19. Juli 2021  | Gesponsert durch Westenergie und Vorgänger | 52° 40′ 33″ N, 7° 49′ 3″ O an der evangelischen Kirche, Hauptstraße 11                                                  |
| Bild gesucht | Bücherschrank                           | Meppen                                             | 2022           | [ 61 ] | 52° 41′ 35″ N, 7° 17′ 30″ O Windthorstplatz                                                                             |
| | Bücherschrank                           | Meyenburg                                          | 2013           | | 52° 35′ 38″ N, 8° 35′ 56″ O an der Kreuzung Butendoor/Schwaneweder Straße                                               |
| Bild gesucht | Büchertauschregal                       | Moormerland-Warsingsfehn                           |                | | 53° 19′ 14″ N, 7° 29′ 15″ O Tourist-Information Moormerland, Dr.-Warsing-Str. 79                                        |
| | Telefonzelle                            | Neuenkirchen                                       |                | | 53° 1′ 59″ N, 9° 42′ 13″ O Hauptstraße, vor der Apotheke und dem Buchladen                                              |
| | Telefonzelle                            | Neuenkirchen-Vörden                                |                | organisiert und aufgestellt vom Heimat- und Verschönerungsverein Neuenkirchen e. V. | 52° 18′ 26″ N, 8° 2′ 23″ O Neuenkirchen Friedhof/Ecke Nordweg an der Friedenstraße                                      |
| Bild gesucht | Bücherschrank                           | Neuenkirchen-Vörden                                |                | gestiftet von Innogy | 52° 28′ 40″ N, 8° 5′ 36″ O Vörden Kleine Hinterstraße                                                                   |
| Bild gesucht | Bücherschrank                           | Neustadt am Rübenberge                             |                | | 52° 30′ 15″ N, 9° 27′ 40″ O An der Liebfrauenkirche                                                                     |
| Bild gesucht | Bücherschrank                           | Neustadt am Rübenberge                             |                | Bookcrossingzone, Mo–Fr 07:30–16:00 | 52° 31′ 4″ N, 9° 27′ 40″ O an der KGS Neustadt                                                                          |
| Bild gesucht | Telefonzelle                            | Neustadt am Rübenberge-Borstel                     |                | | 52° 35′ 13″ N, 9° 23′ 17″ O an der ehemaligen Schule                                                                    |
| | Bücherschrank                           | Neustadt am Rübenberge-Poggenhagen                 |                | Der Bücherschrank wurde im Auftrag der Dorfgemeinschaft vom Kultur- und Verschönerungsverein Poggenhagen e. V. aufgestellt und wird von diesem betrieben. | 52° 28′ 49″ N, 9° 26′ 59″ O Poggenhagen Ortsteil Moordorf, Am Schiffgraben 3. vor dem Bäcker                            |
| Bild gesucht | Telefonzelle                            | Neustadt am Rübenberge-Vesbeck                     |                | | 52° 36′ 7″ N, 9° 36′ 37″ O Dorfgemeinschaftshaus                                                                        |
| | Bücherschrank                           | Nienburg/Weser                                     | Aug. 2015      | [ 62 ] [ 63 ] | 52° 38′ 15″ N, 9° 12′ 23″ O Neue Straße, zwischen Haus Nr. 7 und 9                                                      |
| Bild gesucht | Öffentlicher Bücherschrank              | Nienhagen                                          | 2019           | | 52° 33′ 22″ N, 10° 6′ 19″ O am Rathaus Nienhagen, Dorfstraße 41                                                         |
| | Bücherzelle                             | Nörten-Hardenberg                                  |                | | 51° 37′ 47″ N, 9° 56′ 14″ O Burgstraße                                                                                  |
| | Vitrine                                 | Nörten-Hardenberg OT Angerstein                    |                | | 51° 37′ 12″ N, 9° 56′ 20″ O                                                                                             |
| | Bücherregal                             | Norddeich                                          | Aug. 2014      | [ 64 ] | 53° 36′ 59″ N, 7° 9′ 10″ O im Lesesaal, Badestraße 17                                                                   |
| | Bücherschrank                           | Norderney                                          |                | Im April 2022 abgebaut. | 53° 42′ 35″ N, 7° 8′ 50″ O Onnen-Visser-Platz                                                                           |
| | Telefonzelle                            | Northeim                                           |                | | 51° 42′ 22″ N, 10° 0′ 12″ O Breite Straße 34                                                                            |
| Bild gesucht | Bücherschrank                           | Nortrup                                            | 11. Juli 2022  | Gesponsert durch Westenergie AG und Vorgänger | 52° 36′ 36″ N, 7° 51′ 35″ O Postweg 1, 49638 Nortrup                                                                    |
| | Telefonzelle                            | Nordstemmen                                        |                | | 52° 10′ 1″ N, 9° 47′ 27″ O vor dem Bahnhof, Hauptstraße                                                                 |
| Bild gesucht | Bücherschrank                           | Nordstemmen-Rössing                                |                | | 52° 10′ 58″ N, 9° 48′ 36″ O Kirchstraße 3, vor dem Dorfgemeinschaftshaus                                                |
| | Telefonzelle                            | Obernkirchen                                       | Jan. 2017      | [ 65 ] | 52° 15′ 43″ N, 9° 7′ 46″ O Zum Stiftswald 19                                                                            |
| | Englische Telefonzelle                  | Oerrel (Munster)                                   | 1. Mai 2021    | Initiative des Vereins "Schönes Oerrel" | 52° 57′ 38″ N, 10° 11′ 9″ O Kohlenbissener Straße, Ecke Turmweg                                                         |
| Bild gesucht | Telefonzelle                            | Oldenburg-Bürgerfelde                              |                | Telefonzelle auf dem Parkplatz der Diakonie | 53° 8′ 46″ N, 8° 12′ 21″ O Kastanienallee 9                                                                             |
| | Telefonzelle                            | Oldenburg-Etzhorn                                  | Nov. 2014      | Montag, Dienstag, Donnerstag 10:00–16:00 Uhr Mittwoch 10:00–17:00 Uhr Freitag und Sonntag 10:00–12:00 Uhr | 53° 11′ 7″ N, 8° 14′ 33″ O Marktplatz Etzhorn                                                                           |
| Bild gesucht | Telefonzelle                            | Oldenburg-Krusenbusch                              | Sep. 2022      | tagsüber | 53° 5′ 52″ N, 8° 14′ 55″ O Dießelweg 25; vor der Grundschule                                                            |
| Bild gesucht | Bücherschrank                           | Oldenburg-Osternburg                               |                | [ 68 ] | 53° 7′ 32″ N, 8° 13′ 17″ O Mohrstraße 6                                                                                 |
| Bild gesucht | Bücherschrank                           | Oldenburg-Ziegelhof                                |                | Bücherschrank auf dem Parkplatz des Paritätischen Dienstes | 53° 9′ 4″ N, 8° 12′ 2″ O Ziegelhofstraße 125-127                                                                        |
| Bild gesucht | Bücherschrank                           | Osloß                                              |                | während der Öffnungszeiten des Dorfgemeinschaftshauses zugänglich | 52° 28′ 21″ N, 10° 41′ 0″ O im Foyer des Dorfgemeinschaftshauses, Mühlenweg 50/52                                       |
| Bild gesucht | Bücherschrank Ameos Klinikum Osnabrück  | Osnabrück                                          |                | aufgestellt vor Ameos Klinikum Osnabrück | 52° 17′ 16″ N, 8° 3′ 8″ O Knollstraße 31                                                                                |
| Bild gesucht | Bücherschrank Bürgerpark                | Osnabrück                                          |                | aufgestellt neben Bolzplatz zwischen Hecken | 52° 17′ 3″ N, 8° 2′ 47″ O Senator-Wagner-Weg                                                                            |
| | Bücherschrank Lese-Oase                 | Osnabrück                                          | Apr. 2016      | | 52° 15′ 55″ N, 8° 1′ 43″ O Am Pappelgraben, Ecke Hiärm-Grupe-Straße                                                     |
| Bild gesucht | Bücherschrank Marktkauf-Nahne           | Osnabrück                                          | 2016           | aufgestellt von Marktkauf in deren Gebäude, zugänglich zu den Öffnungszeiten: Mo–Sa 08:00–22:00 Uhr | 52° 14′ 48″ N, 8° 3′ 49″ O Iburger Straße 229                                                                           |
| Bild gesucht | Bücherschrank Museum am Schölerberg     | Osnabrück                                          | 2014           | aufgestellt im Eingangsbereich, zugänglich während der Öffnungszeiten: Dienstag 09:00–20:00 Uhr, Mittwoch bis Freitag 09:00–18:00 Uhr, Samstag 14:00–18:00 Uhr, Sonntag 10:00–18:00 Uhr                                                                              | 52° 14′ 58″ N, 8° 4′ 11″ O Klaus-Strick-Weg 10                                                                          |
| Bild gesucht | Bücherschrank Hauptbahnhof Osnabrück    | Osnabrück                                          | 2014           | aufgestellt im Warteraum Gleis 1, zugänglich während der Öffnungszeiten: täglich 06:00–22:30 Uhr | 52° 16′ 22″ N, 8° 3′ 40″ O Theodor-Heuss-Platz 2                                                                        |
| | Bücherschrank vordere Wüste             | Osnabrück                                          |                | | 52° 16′ 14″ N, 8° 2′ 16″ O Schnatgang Ecke Arndtstraße                                                                  |
| | RWE-Bücherschrank (BOKX)                | Ostercappeln                                       | Apr. 2013      | | 52° 20′ 40″ N, 8° 13′ 29″ O auf dem Kirchplatz                                                                          |
| Bild gesucht | Öffentlicher Bücherschrank              | Ostrhauderfehn                                     |                | Montag–Freitag, 9.00–20.00 Uhr Samstag, 9.00–18.00 Uhr | 53° 8′ 20″ N, 7° 36′ 29″ O Wreesmann-Aktionshalle, Hauptstraße 48                                                       |
| Bild gesucht | Bücherschrank                           | Otersen                                            |                | zu den Öffnungszeiten des Dorfladens | 52° 50′ 38″ N, 9° 20′ 47″ O im Dorfladen, Steinfeld 9                                                                   |
| | Öffentlicher Bücherschrank              | Otterndorf                                         |                | aufgestellt vom DRK und DRK-Kindergarten Otterndorf | 53° 48′ 22″ N, 8° 54′ 14″ O Haus am Süderwall, Parkstraße 6                                                             |
| | Öffentlicher Bücherschrank              | Otterndorf                                         |                | | 53° 48′ 27″ N, 8° 54′ 14″ O Marktstraße, zwischen Hausnummer 27 und 29                                                  |
| | Öffentlicher Bücherschrank              | Otterndorf                                         | März 2025      | Montag–Freitag, 8:30–12 Uhr, aufgestellt von der Volkshochschule Landkreis Cuxhaven | 53° 48′ 34″ N, 8° 53′ 43″ O im Windfang der vhs, Fröbelweg 1                                                            |
| | Telefonzelle                            | Oyten                                              |                | | 53° 3′ 40″ N, 9° 1′ 16″ O am Rathaus, Hauptstraße 55                                                                    |
| | Telefonzelle                            | Parsau                                             | 2012           | [ 69 ] | 52° 32′ 22″ N, 10° 53′ 41″ O an der Physiotherapiepraxis, Schmiedestraße 5                                              |
| | violette Telefonzelle                   | Pattensen-Hüpede                                   |                | | 52° 14′ 34″ N, 9° 43′ 59″ O Mittelstraße, in der Nähe der Kirche                                                        |
| Bild gesucht | Bücherzelle                             | Pattensen-Jeinsen                                  | Juli 2018      | Initiative des Bürgervereins Jeinsen | 52° 13′ 8″ N, 9° 47′ 34″ O Ecke Ippenstedter Straße/Schliekumer Straße                                                  |
| Bild gesucht | Bücherschrank                           | Pattensen-Reden                                    | Sep. 2011      | | 52° 16′ 58″ N, 9° 46′ 52″ O Landstraße 25                                                                               |
| Bild gesucht | Bücherregal „Bücherwurm“                | Quakenbrück                                        |                | zu den Öffnungszeiten des E-Centers zugänglich | 52° 40′ 34″ N, 7° 56′ 49″ O im E-Center, Hasestraße 13                                                                  |
| | Telefonzellen                           | Radbruch                                           |                | | 53° 18′ 39″ N, 10° 17′ 5″ O Dorfmitte/Schäfer-Ast-Straße, neben dem Ladengeschäft mit Paketannahme                      |
| Bild gesucht | Bunte Telefonzelle                      | Raddestorf-Glissen                                 |                | | 52° 25′ 29″ N, 8° 57′ 33″ O Jugendhof Glissen, Glisser Dorfstraße 13                                                    |
| | Lesetankstelle                          | Reepsholt                                          |                | ehemalige Tankstelle | 53° 29′ 16″ N, 7° 50′ 22″ OReepsholter Hauptstraße 28                                                                   |
| Bild gesucht | Bücherschrank                           | Rehburg-Loccum, Ortsteil Bad Rehburg               |                | | 52° 26′ 15″ N, 9° 12′ 56″ O An der Romantik Bad Rehburg, Friedrich-Stolberg-Allee 4                                     |
| Bild gesucht | Bücherschrank                           | Rehburg-Loccum, Ortsteil Loccum                    |                | | 52° 27′ 11″ N, 9° 8′ 50″ O Marktplatz                                                                                   |
| Bild gesucht | Bücherschrank                           | Rehburg-Loccum, Ortsteil Münchehagen               |                | | 52° 26′ 28″ N, 9° 11′ 25″ O Festplatz, Schulstraße                                                                      |
| Bild gesucht | Bücherschrank                           | Rehburg-Loccum, Ortsteil Rehburg                   |                | | 52° 28′ 29″ N, 9° 13′ 47″ O Marktplatz                                                                                  |
| | Bücherschrank                           | Rehburg-Loccum, Ortsteil Winzlar                   |                | | 52° 26′ 51″ N, 9° 15′ 39″ O an der Eierbratstelle, Winzlarer Brink                                                      |
| | Bücherschrank                           | Rennau, Ortsteil Ahmstorf                          | März 2021      | | 52° 18′ 47″ N, 10° 53′ 50″ O in der Bushaltestelle, Dorfstraße                                                          |
| | Bücherschrank                           | Rethem (Aller)                                     |                | | 52° 47′ 7″ N, 9° 22′ 42″ O Amtshauptmann-Jordan-Platz, an der Alten Post                                                |
| Bild gesucht | Gartenhaus                              | Rethem (Aller)-Stöcken                             |                | | 52° 45′ 50″ N, 9° 20′ 23″ O Postweg 11                                                                                  |
| Bild gesucht | Bücherschrank                           | Rhauderfehn                                        |                | | 53° 8′ 8″ N, 7° 34′ 28″ O vor der Sparkasse, beim Rathaus Rhauderfehn                                                   |
| Bild gesucht | Bücherschrank                           | Rodenberg                                          |                | | 52° 18′ 42″ N, 9° 21′ 24″ O beim Ratskeller, Amtsstraße                                                                 |
| | Bücherschrank                           | Rodewald                                           | Dez. 2012      | aufgestellt von der Bürgerstiftung im Landkreis Nienburg | 52° 39′ 48″ N, 9° 28′ 59″ O am Binderhaus, Dorfstraße 5 (Herbert-Schöling-Platz)                                        |
| | Bücherschrank                           | Rohrsen                                            | Sep. 2014      | aufgestellt von der Bürgerstiftung im Landkreis Nienburg | 52° 42′ 12″ N, 9° 14′ 29″ O vor dem Combi-Markt, Am Büschen 1                                                           |
| | Bücherschrank                           | Rolfsbüttel                                        |                | | am Spielplatz vor der alten Schule                                                                                      |
| | Bücherschrank                           | Ronnenberg                                         | 23. Apr. 2017  | SPD Ronnenberg | 52° 19′ 6″ N, 9° 39′ 31″ O am Rande der Grünfläche an der Langen Reihe                                                  |
| Bild gesucht | Bücherregal                             | Ronnenberg-Benthe                                  | Nov. 2021      | Offenes Bücherregal im Café benthe.mitte. Zu dessen Öffnungszeiten. Nur Bücher der Stadtteilbücherei Benthe | 52° 20′ 21″ N, 9° 37′ 40″ O Steinweg 18                                                                                 |
| | Bücherschrank                           | Ronnenberg-Empelde                                 | 2017           | aufgestellt von der Jugendwerkstatt Roter Faden (DVHL) in Kooperation mit der Stadt Ronnenberg, der Calenberger Diakoniestiftung sowie der Tischlerei Hüper | 52° 20′ 32″ N, 9° 39′ 47″ O Nenndorfer Straße                                                                           |
| | Bücherschrank                           | Ronnenberg-Weetzen                                 | Juni 2018      | | 52° 17′ 40″ N, 9° 38′ 8″ O am Parkplatz vor der Versöhnungskirche                                                       |
| Bild gesucht | Bücherschrank                           | Rosche                                             | 10. Juli 2021  | Private Initiative. Montag bis Sonnabend 7 bis 20 Uhr | 52° 59′ 4″ N, 10° 44′ 44″ O Uelzener Straße 25, im Edeka-Markt Külbs (Pfandautomatenraum)                               |
| | Bücherschrank                           | Rosengarten-Eckel-Eickstüve                        | 2021           | Private Initiative | 53° 20′ 35″ N, 9° 55′ 37″ O Eickstüve 2                                                                                 |
| | Bücherschrank                           | Rotenburg (Wümme)                                  |                | | 53° 6′ 36″ N, 9° 24′ 7″ O Große Straße 6                                                                                |
| | Bücherschrank                           | Rühen                                              | 2019           | [ 74 ] | 52° 29′ 16″ N, 10° 53′ 0″ O am Rathaus, Am Schützenplatz 1                                                              |
| Bild gesucht | Bücherschrank                           | Sarstedt-Giften                                    | 2011           | | 52° 12′ 53″ N, 9° 49′ 59″ O vor dem Gemeindehaus der Martin-Luther-Gemeinde, Wilhelmstraße 3                            |
| | Bücherschrank                           | Sarstedt-Ruthe                                     |                | | 52° 14′ 51″ N, 9° 50′ 4″ O bei den Ortsinformationstafeln in der Ortsmitte, Ruther Straße                               |
| | Bücherschränke                          | Sarstedt-Schliekum                                 |                | | 52° 14′ 16″ N, 9° 49′ 6″ O im Eingangsbereich des Dorfgemeinschaftshauses, Pattenser Straße 1                           |
| Bild gesucht | RWE-Bücherschrank (BOKX)                | Salzbergen                                         |                | aufgestellt von RWE | 52° 19′ 24″ N, 7° 20′ 50″ O Emsstraße, Ecke Kirchplatz                                                                  |
| | Bücherschrank                           | Salzgitter-Salder                                  | 2019           | Errichtet durch die Bürgerinitiative proSal | 52° 8′ 9″ N, 10° 20′ 11″ O Am Schloss Salder                                                                            |
| Bild gesucht | Bücherschrank                           | Scharnebeck                                        | 2022           | | 53° 17′ 34″ N, 10° 30′ 24″ O Hauptstraße 45, Am Dorfplatz                                                               |
| Bild gesucht | Bücherschrank                           | Scheden, Ortsteil Meensen                          | 2016           | | 51° 26′ 28″ N, 9° 45′ 37″ O in der Johanniskirche, Ecke Tie und Finkenburg                                              |
| | Bücherregal                             | Schneeren                                          |                | im 24 Stunden zugänglichen Foyer der Volksbank | 52° 32′ 0″ N, 9° 19′ 59″ O Schneerener Straße 19                                                                        |
| Bild gesucht Die Wikipedia wünscht sich an dieser Stelle ein Bild vom hier behandelten Ort. Weitere Infos zum Motiv findest du vielleicht auf der Diskussionsseite . Falls du dabei helfen möchtest, erklärt die Anleitung , wie das geht. BW | Bücherschrank                           | Schüttorf                                          |                | Zeilen zum Teilen | 52° 19′ 36″ N, 7° 14′ 39″ O Ebertstraße Ecke Friedenstraße                                                              |
| | Telefonzelle                            | Schneverdingen                                     | 2011           | geöffnet: Mo.–Fr. 9:00–18:00 Uhr; Sa. 9:00–13:00 Uhr | 53° 7′ 6″ N, 9° 47′ 15″ O Ecke Verdener Straße/Kirchstraße                                                              |
| | Bücherschrank                           | Schwaförden                                        | 2021           | Gesponsert durch Westenergie und Vorgänger | 52° 44′ 7″ N, 8° 49′ 18″ O Poststraße 7 27252 Schwaförden                                                               |
| | Schrank                                 | Schwarmstedt                                       |                | | 52° 40′ 47″ N, 9° 37′ 49″ O Am Ring 1, zur Straße Am Toggraben                                                          |
| | Bücherschrank                           | Schöningen                                         |                | | 52° 8′ 23″ N, 10° 57′ 55″ O Burgplatz                                                                                   |
| Bild gesucht | Bücherschrank                           | Seelze-Letter                                      |                | | 52° 23′ 55″ N, 9° 38′ 28″ O Bürgermeister-Röber-Platz                                                                   |
| Bild gesucht | Büchertauschregal                       | Seesen                                             |                | im südlichen Eingangsbereich des Marktkauf, geöffnet: Mo.–Fr. 8:00–20:00 Uhr; Sa. 8:00–16:00 Uhr | 51° 53′ 20″ N, 10° 10′ 35″ O Bahnhofstraße                                                                              |
| Bild gesucht | Bücherschrank                           | Seevetal-Maschen                                   |                | | 53° 23′ 42″ N, 10° 2′ 20″ O Schulstraße 55–57, vor dem Dorfhaus                                                         |
| Bild gesucht | Telefonzelle                            | Sehlde                                             | Dez. 2020      | Geschenk eines Sehlder Bürgers | 52° 2′ 24″ N, 10° 15′ 47″ O Schulstraße, Dorfmitte                                                                      |
| Bild gesucht | Telefonzelle                            | Sibbesse                                           |                | | 52° 3′ 20″ N, 9° 54′ 9″ O Hauptstraße, Neue Mitte zwischen Einfahrt und Rathaus                                         |
| | Blechkiste                              | Sickte                                             |                | | 52° 12′ 53″ N, 10° 38′ 22″ O Am Mühlengraben 1                                                                          |
| | Telefonzelle                            | Sögel                                              |                | | 52° 50′ 22″ N, 7° 31′ 12″ O Am Markt                                                                                    |
| | Bücherschrank                           | Söhlde                                             |                | Im Foyer der LVM Versicherung | 53° 11′ 16″ N, 10° 13′ 53″ O Zollstraße 13                                                                              |
| | Britische Telefonzelle                  | Soltau                                             | 13. Juni 2014  | Bibliothek Waldmühle, geöffnet täglich von 9 bis 18 Uhr | 52° 59′ 3″ N, 9° 50′ 19″ O Georges-Lemoine-Platz                                                                        |
| Bild gesucht | RWE-Bücherschrank (BOKX)                | Spelle                                             |                | | 52° 22′ 14″ N, 7° 28′ 21″ O Bürgerbegegnungszentrum Wöhlehof, Pastor-Batsche-Weg 1                                      |
| Bild gesucht | Bücherschrank                           | Springe Ortsteil Altenhagen I                      |                | kommunales Verzeichnis | 52° 10′ 12″ N, 9° 31′ 4″ O Zum Nesselberg/Spiegelberger Straße, auf dem Dorfplatz                                       |
| | Blockhütte                              | Springe Ortsteil Alvesrode                         | Nov. 2020      | kommunales Verzeichnis | 52° 12′ 3″ N, 9° 36′ 8″ O Straße Zum Saupark, Höhe Hausnummer 17                                                        |
| Bild gesucht | Bücherschrank                           | Springe-Eldagsen                                   |                | Mühlen-Apotheke, zugänglich während der Öffnungszeiten | 52° 10′ 15″ N, 9° 39′ 16″ O Lange Straße 22, in der Apotheke                                                            |
| | Bücherschrank                           | Springe-Eldagsen                                   | Sep. 2022      | Im Informationspavillon am Wasserrad der ehemaligen Senfmühle | 52° 10′ 20″ N, 9° 39′ 33″ O Wallstraße                                                                                  |
| | Bücherschrank                           | Springe Ortsteil Gestorf                           | 2015           | kommunales Verzeichnis | 52° 12′ 48″ N, 9° 42′ 14″ O Straße Im Baumhof, im Unterstand einer Scheune                                              |
| Bild gesucht | Bücherschrank                           | Springe Ortsteil Lüdersen                          |                | in der Bergdorfhalle, zugänglich zu deren Öffnungszeiten | 52° 15′ 12″ N, 9° 40′ 17″ O Am Wehrturm 17                                                                              |
| | Bücherschrank                           | Springe Ortsteil Völksen                           | 2011           | [ 81 ] | 52° 12′ 51″ N, 9° 37′ 29″ O Bohlweg / Kiebitzmoor                                                                       |
| | Büchertauschregal                       | Stade                                              | Juli 2019      | im Empfangsbereich des Autohauses Dede, zugänglich zu den Öffnungszeiten | 53° 36′ 6″ N, 9° 29′ 22″ O im Autohaus, Altländer Str. 42                                                               |
| | Telefonzelle                            | Stade-Campe                                        |                | | 53° 35′ 18″ N, 9° 28′ 29″ O Am Exerzierplatz/Timm-Kröger-Straße                                                         |
| | Telefonzelle                            | Stade-Kopenkamp                                    |                | | 53° 35′ 19″ N, 9° 27′ 42″ O Wilhelm-Sietas-Straße/Dankersstraße                                                         |
| Bild gesucht | Bücherschrank                           | Stadthagen                                         |                | Parkplatz des Modehauses Hagemeyer | 52° 19′ 24″ N, 9° 12′ 9″ O                                                                                              |
| | Wohnzimmerschrank                       | Steimbke                                           | 2020           | | 52° 39′ 17″ N, 9° 23′ 21″ O im Dorfzentrum                                                                              |
| | RWE-Bücherschrank (BOKX)                | Steinfeld                                          | 2013           | | 52° 35′ 14″ N, 8° 13′ 2″ O auf dem Marktplatz                                                                           |
| Bild gesucht | Bücherschrank                           | Steinkirchen                                       |                | | 53° 33′ 38″ N, 9° 36′ 30″ O Gartenstraße, neben der Kirche                                                              |
| | Holzschrank „Steyerberger Bücherbord“   | Steyerberg                                         | 2011           | erstellt von Steyerberger Bürgern | 52° 34′ 8″ N, 9° 1′ 18″ O Lange Straße, Einfahrt zum Amtshaus                                                           |
| | Bücherschrank                           | Suderburg                                          |                | | 52° 53′ 58″ N, 10° 26′ 26″ O auf dem Parkplatz vor den Läden, Bahnhofstraße 46                                          |
| Bild gesucht | Bücherschrank                           | Sulingen-Rathlosen                                 | 1. Juni 2021   | | 52° 42′ 9″ N, 8° 43′ 10″ O Stadt 8, 27232 Solingen                                                                      |
| Bild gesucht | Bücherregal im Gleis 1                  | Syke                                               |                | Mo–Fr 6:00–17:00, So 11:00–15:00 sowie bei Veranstaltungen in der AWO-Begegnungsstätte „Gleis 1“ | 52° 54′ 59″ N, 8° 48′ 36″ O am Bahnhof                                                                                  |
| Bild gesucht | Bücherregal                             | Syke                                               |                | Öffnungszeiten der Apotheke Mo-Fr. 9-18 Uhr | 52° 54′ 47″ N, 8° 49′ 22″ O Schloss Apotheke Syke Hauptstraße                                                           |
| | Telefonzelle                            | Tiddische                                          |                | | 52° 31′ 1″ N, 10° 48′ 16″ O an der Kirche, Bergfelder Straße 1                                                          |
| | Telefonzelle                            | Tiddische-Hoitlingen                               |                | | 52° 30′ 1″ N, 10° 48′ 14″ O am ehemaligen Kalthaus, Am Sportplatz 1                                                     |
| Büchertauschregal in Tostedt im Kaufhaus Bade | Metallregal                             | Tostedt                                            | 2008           | Kaufhaus Bade, im Bereich der Pfandflaschenautomaten; Öffnungszeiten: Mo–Sa 8 bis 20 Uhr, betreut durch den Förderverein der Bücherei Tostedt e. V. | 53° 16′ 52″ N, 9° 42′ 47″ O Kastanienallee 2                                                                            |
| Bild gesucht | RWE-Bücherschrank (BOKX)                | Twist                                              |                | | 52° 38′ 49″ N, 7° 5′ 42″ O Flensbergstraße 3–5                                                                          |
| Bild gesucht | Bücherschrank                           | Uschlag                                            | 24. Sep. 2021  | | 51° 19′ 46″ N, 9° 37′ 6″ O Schniederplatz                                                                               |
| | Bücherregal                             | Varel                                              |                | zu den Öffnungszeiten des Ladens | 53° 23′ 49″ N, 8° 8′ 21″ O Hindenburgstraße, Ecke Drostenstraße                                                         |
| Bild gesucht | Bücherregal                             | Varel                                              |                | Zu den Öffnungszeiten der Praxen (i. d. R. Werktags von 8-18 Uhr) | 53° 23′ 30″ N, 8° 8′ 15″ O Menckestraße 5                                                                               |
| Bücherregal Varel-Winkelsheide | Bücherregal                             | Varel-Winkelsheide                                 | 5. Jan. 2018   | Bowling-Center „Watt’n Strike“; Öffnungszeiten: Montag–Donnerstag 16 bis 23 Uhr, Freitag und Samstag 15 bis ca. 0 Uhr, Sonntag 10 bis 23 Uhr | 53° 24′ 9″ N, 8° 5′ 53″ O Emil-Heeder-Straße 24                                                                         |
| Bild gesucht | Bücherschrank                           | Varrel                                             |                | beim Gartenbau- und Floristik-Betrieb | 52° 37′ 9″ N, 8° 43′ 43″ O Brümmerloher Weg 2                                                                           |
| Bild gesucht | Telefonzelle                            | Varrel                                             | Juni 2018      | initiiert vom DRK-Ortsverein Varrel | 52° 37′ 8″ N, 8° 43′ 45″ O gegenüber der Bushaltestelle „Auf der Loge“                                                  |
| Bücherschrank Vechta | Telefonzelle                            | Vechta                                             | Apr. 2014      | [ 83 ] | 52° 43′ 43″ N, 8° 16′ 55″ O Neuer Markt                                                                                 |
| Bild gesucht | Bücherschrank                           | Veltheim (Ohe)                                     |                | | 52° 13′ 3″ N, 10° 40′ 56″ O Neue Straße/Wiesengrund                                                                     |
| Öffentlicher Bücherschrank in Velpke, Markt 18 | Telefonzelle                            | Velpke                                             | Mai 2018       | | 52° 24′ 18″ N, 10° 56′ 4″ O Am Markt 18                                                                                 |
| Bild gesucht | Telefonzelle                            | Visselhövede-Buchholz                              |                | | 53° 0′ 34″ N, 9° 33′ 44″ O                                                                                              |
| | Bücherzelle                             | Vienenburg                                         | Nov. 2021      | | 51° 57′ 13″ N, 10° 33′ 39″ O Ecke Goslarer Straße/Lierestraße                                                           |
| Bild gesucht | Bücherschrank                           | Voltlage                                           | 19. Juli 2021  | Gesponsert durch Westenergie und Vorgänger | 52° 25′ 51″ N, 7° 44′ 42″ O auf dem Dorfplatz, Hauptstraße 21                                                           |
| | Bücherschrank                           | Vordorf-Rethen                                     | Juli 2022      | | 52° 22′ 48″ N, 10° 28′ 48″ O am Schützenhaus, Am Sportplatz                                                             |
| Bücherschrank Wallenhorst | RWE-Bücherschrank (BOKX)                | Wallenhorst                                        | 2014           | | 52° 20′ 44″ N, 7° 58′ 22″ O Hollager Straße 125, bei der Erich-Kästner-Grundschule                                      |
| Bild gesucht | Bücherschrank                           | Walsrode                                           |                | | 52° 51′ 55″ N, 9° 35′ 23″ O Grünstraße, am Kindergarten                                                                 |
| Bild gesucht | Bücherschrank                           | Walsrode-Benefeld                                  |                | | 52° 54′ 16″ N, 9° 37′ 46″ O an der SoVD-Begegnungsstätte, Cordinger Straße 3                                            |
| | Bücherschrank                           | Walsrode-Bomlitz                                   |                | | 52° 54′ 14″ N, 9° 39′ 36″ O im Dorfzentrum                                                                              |
| Bild gesucht | Telefonzelle                            | Wangerland                                         |                | | 53° 39′ 1″ N, 7° 59′ 41″ O Wüppelser Altendeich 25                                                                      |
| Bild gesucht | Bücherschrank                           | Wasbüttel                                          |                | Mo–Do, 8:30 bis 12:00 Uhr und während Veranstaltungen | 52° 24′ 41″ N, 10° 35′ 36″ O Mittelstraße 1, in der Alten Schule                                                        |
| | Stahlschränke                           | Wedemark-Bissendorf                                |                | | 52° 31′ 25″ N, 9° 45′ 14″ O Tattenhagen 8                                                                               |
| | Bücherhäuschen                          | Wedemark-Bissendorf                                |                | | 52° 30′ 19″ N, 9° 46′ 43″ O Am Schafsteg Ecke Im Mörsewinkel                                                            |
| Bild gesucht | Telefonzelle                            | Wedemark-Resse                                     |                | | 52° 30′ 12″ N, 9° 37′ 47″ O Altes Dorf 1b                                                                               |
| Öffentlicher Bücherschrank Wedtlenstedt | Bücherschrank                           | Wedtlenstedt                                       |                | Auf Initiative des Ortsbezirkrats hin | 52° 16′ 24″ N, 10° 24′ 55″ O Stadtweg, vor Mölmweg 1                                                                    |
| Bild gesucht | Bücherschrank                           | Wendeburg                                          | Feb. 2021      | Initiative des Landfrauenvereins Wendeburg | 52° 19′ 38″ N, 10° 23′ 31″ O Hof Rickmann, Peiner Straße 10                                                             |
| | Bücherturm                              | Wennigsen-Holtensen                                |                | | 52° 15′ 54″ N, 9° 38′ 2″ O Linderter Straße                                                                             |
| | Bücherschrank                           | Wennigsen                                          | 2012           | 24/7 | 52° 16′ 20″ N, 9° 34′ 14″ O Hagemannstraße                                                                              |
| Bild gesucht | Bücherschrank                           | Wildeshausen                                       |                | zu den Öffnungszeiten der Stadtverwaltung | 52° 53′ 48″ N, 8° 26′ 12″ O Am Markt 1                                                                                  |
| Bild gesucht | Bücherschrank                           | Wilhelmshaven                                      |                | Zu den Öffnungszeiten des Marktkauf | 53° 34′ 38″ N, 8° 6′ 38″ O Flutstraße 94                                                                                |
| Bild gesucht | Bücherschrank                           | Wingst                                             |                | | 53° 43′ 35″ N, 9° 5′ 13″ O Hasenbeckallee 1, vor dem Dorfgemeinschaftshaus                                              |
| Bild gesucht | Telefonzelle                            | Winsen (Aller) – Südwinsen                         | Sep. 2021      | Mit freundlicher Unterstützung der Volksbank, Das Haus GmbH und vielen netten Bürgerinnen und Bürger aus Winsen (Aller) | 52° 40′ 13″ N, 9° 54′ 6″ O Südwinsen, Bahnhofstraße – Am Maibaumplatz                                                   |
| Bild gesucht | Telefonzelle                            | Winsen (Aller)                                     |                | | 52° 40′ 50″ N, 9° 54′ 30″ O Marktplatz                                                                                  |
| | Bücherschrank                           | Wittmund                                           |                | zu den Öffnungszeiten des E-Centers zugänglich | 53° 34′ 52″ N, 7° 47′ 49″ O im Eingangsbereich des E-Centers                                                            |
| Bild gesucht | Bücherschrank                           | Wittmund-Carolinensiel                             |                | | 53° 41′ 46″ N, 7° 48′ 19″ O Cliner Quelle, Nordseestraße 1                                                              |
| | Büchertelefonzelle                      | Wittmund-Leerhafe                                  |                | | 53° 31′ 44″ N, 7° 46′ 53″ OHauptstraße 6                                                                                |
| | Telefonzelle                            | Wolfenbüttel                                       | 29. Sep. 2015  | [ 88 ] | 52° 9′ 53″ N, 10° 32′ 11″ O Hinter dem Parkhaus Rosenwall                                                               |
| | Telefonzelle                            | Wolfenbüttel                                       | 3. Juli 2015   | [ 89 ] | 52° 10′ 19″ N, 10° 33′ 22″ O Danziger Straße                                                                            |
| | Telefonzelle                            | Wolfenbüttel-Halchter                              | 21. Juni 2018  | [ 90 ] | 52° 8′ 32″ N, 10° 32′ 47″ O vor dem Clubraum des Dorfgemeinschaftshauses                                                |
| | Bücherschrank                           | Wolfsburg-Almke                                    | Aug. 2022      | [ 91 ] | 52° 20′ 35″ N, 10° 51′ 21″ O Kapellenstraße / Ecke Zum Siekberg                                                         |
| | Bücherschrank                           | Wolfsburg-Alt-Wolfsburg                            |                | während der Öffnungszeiten der Kirche zugänglich | 52° 26′ 31″ N, 10° 48′ 23″ O in der St.-Bernward-Kirche, Schulenburgallee 3                                             |
| | Bücherschrank                           | Wolfsburg-Brackstedt                               | Juni 2020      | | 52° 28′ 33″ N, 10° 46′ 1″ O vor der ehemaligen Schule, Zum Badekoth 25                                                  |
| | Bücherschrank                           | Wolfsburg-Detmerode                                | etwa Juli 2015 | [ 93 ] | 52° 23′ 34″ N, 10° 45′ 14″ O Detmeroder Markt                                                                           |
| | Bücherschrank                           | Wolfsburg-Fallersleben                             | Sep. 2016      | [ 94 ] | 52° 25′ 5″ N, 10° 42′ 56″ O Westerstraße 32                                                                             |
| | Telefonzelle                            | Wolfsburg-Hehlingen                                | Apr. 2017      | [ 95 ] | 52° 23′ 21″ N, 10° 51′ 18″ O am Parkplatz vor der Mehrzweckhalle (Zum Sportplatz)                                       |
| | Bücherschrank                           | Wolfsburg-Heiligendorf                             | 29. Mai 2016   | [ 96 ] | 52° 21′ 4″ N, 10° 46′ 32″ O Neue Straße (Steinweg 6)                                                                    |
| Bild gesucht | Bücherschrank                           | Wolfsburg-Kästorf                                  | Okt. 2019      | während der Öffnungszeiten des Gemeindehauses zugänglich | 52° 26′ 48″ N, 10° 46′ 24″ O im evangelischen Gemeindehaus, Im Wiesengrund 19                                           |
| | Bücherschrank                           | Wolfsburg-Neindorf                                 | Aug. 2022      | der Schrank stand zuvor als Kinderbücherschrank am Nordkopf in der Wolfsburger Stadtmitte | 52° 19′ 59″ N, 10° 50′ 3″ O nahe der städtischen Ortsteilsprechstelle, Zum Hasenwinkel 5                                |
| | Bücherschrank                           | Wolfsburg-Neuhaus                                  | 18. Mai 2019   | [ 99 ] | 52° 24′ 54″ N, 10° 51′ 25″ O an der Burg Neuhaus, Burgallee 4                                                           |
| | Bücherschrank                           | Wolfsburg-Nordsteimke                              | Apr. 2018      | [ 100 ] | 52° 23′ 46″ N, 10° 49′ 52″ O am städtischen Jugendtreff, Steinbeker Straße 35A                                          |
| | Bücherschrank                           | Wolfsburg-Rabenberg                                | 7. Okt. 2020   | [ 101 ] | 52° 24′ 22″ N, 10° 46′ 56″ O auf dem Marktplatz, Rabenbergstraße                                                        |
| | Bücherschrank                           | Wolfsburg-Reislingen                               | etwa Juni 2018 | [ 102 ] | 52° 25′ 14″ N, 10° 50′ 28″ O an der St.-Markus-Kirche, Kantor-Wurm-Straße 1                                             |
| | Bücherschrank                           | Wolfsburg-Sandkamp                                 | 29. Apr. 2021  | [ 103 ] | 52° 25′ 45″ N, 10° 45′ 23″ O Am Lindenberg                                                                              |
| | Bücherschrank                           | Wolfsburg-Steimker Berg                            |                | betrieben vom Deutschen Roten Kreuz | 52° 24′ 55″ N, 10° 48′ 2″ O Walter-Flex-Weg 12                                                                          |
| Bild gesucht | Bücherregal                             | Wolfsburg-Teichbreite                              | etwa Okt. 2022 | während der Öffnungszeiten des Einkaufszentrums zugänglich | 52° 26′ 40″ N, 10° 48′ 25″ O im EDEKA-Einkaufszentrum, Allerstraße 1                                                    |
| Bild gesucht | Bücherschrank                           | Wolfsburg-Tiergartenbreite                         |                | während der Öffnungszeiten des Mehrgenerationenhauses zugänglich | 52° 26′ 50″ N, 10° 48′ 11″ O im Mehrgenerationenhaus, Hansaplatz 17                                                     |
| | Bücherschrank                           | Wolfsburg-Vorsfelde                                | Aug. 2015      | [ 104 ] | 52° 26′ 22″ N, 10° 50′ 18″ O Kirchplatz vor der St.-Petrus-Kirche, Lange Straße                                         |
| | Bücherschrank                           | Wolfsburg-Wendschott                               | 7. Nov. 2017   | [ 105 ] | 52° 27′ 30″ N, 10° 51′ 3″ O vor der ehemaligen Schule, Alte Schulstraße                                                 |
| | Bücherschrank                           | Wremen                                             |                | barrierefrei | 53° 38′ 58″ N, 8° 30′ 50″ O An der Kattrepel 17                                                                         |
| Bild gesucht | Bücherzelle                             | Westergellersen                                    | 2022           | | 53° 13′ 59″ N, 10° 14′ 53″ O Die Twiete                                                                                 |
| Bild gesucht | Bücherschrank                           | Wunstorf                                           | Dez. 2011      | | 52° 25′ 32″ N, 9° 25′ 40″ O Lange Straße, in der Passage zum Burgmannshof                                               |
| | Bücherschrank                           | Wunstorf-Steinhude                                 | 2012           | erstellt vom Lions-Club Steinhuder Meer | 52° 27′ 16″ N, 9° 21′ 16″ O An der Friedenseiche                                                                        |
| Bild gesucht | Telefonzelle                            | Zetel                                              |                | Betreiber: Katjas Melkhus | 53° 27′ 40″ N, 7° 59′ 23″ O Zetelermarsch 20                                                                            |
| | Telefonzelle                            | Zeven                                              |                | [ 106 ] | 53° 17′ 41″ N, 9° 16′ 44″ O Schulstraße 2                                                                               |

## Ehemalige Bücherschränke
| Bild | Ausführung               | Ort                        | Seit           | abgebaut (Festgestellt) | Anmerkung | Geokoordinaten                                                                                          |
| ---- | ------------------------ | -------------------------- | -------------- | ----------------------- | --- | --- |
|      | Bücherregal „Bücherwurm“ | Goslar-Baßgeige            |                | Juli 2023               | Marktkauf-Filiale Carl-Zeiß-Straße wurde geschlossen.                                                                                             | 51° 55′ 44″ N, 10° 24′ 39″ O                                                                            |
|      | Britische Telefonzelle   | Hameln                     | Mai 2018       | Nov. 2021               | im Bürgergarten, zwischen der Konzertmuschel und dem Bewegungspark, vor dem Ausgang in Richtung des Tourismus-Zentrums Im November 2021 abgebaut. | 52° 6′ 17″ N, 9° 21′ 45″ O                                                                              |
|      | Englische Telefonzelle   | Hannover-Oststadt          | Nov. 2015      | 2021                    | Die Telefonzelle wird nur noch zu Werbezwecken genutzt.                                                                                           | 52° 23′ 6″ N, 9° 45′ 10″ O Bödekerstraße 60                                                             |
|      | Telefonzelle             | Lehrte                     | 2010           | März 2024               | Der Bücherschrank wurde wegen ständiger Vandalismusschäden im März 2024 abgebaut.                                                                 | 52° 22′ 25″ N, 9° 58′ 33″ O Rathausplatz neben der Sparkasse                                            |
|      | Bücherschrank            | Springe Ortsteil Holtensen |                | 2023                    | kommunales Verzeichnis | 52° 9′ 29″ N, 9° 40′ 25″ O Freimannstraße                                                               |
|      | Bücherregal              | Tappenbeck                 | 2016 oder 2017 | 2020 oder 2021          | Das Bücherregal stand in einem ehemaligen Buswartehäuschen, das 2020 oder 2021 abgerissen wurde.                                                  | 52° 28′ 2″ N, 10° 44′ 16″ O am Spielplatz, Birkenweg                                                    |
|      | Bücherschrank            | Wennigsen-Bredenbeck       | Juni 2019      | Feb. 2020               | Nach mehrfachem Vandalismus im Februar 2020 abgebaut.                                                                                             | 52° 15′ 15″ N, 9° 37′ 5″ O Deisterstraße                                                                |
|      | Bücherschrank            | Wolfsburg-Stadtmitte       | Mai 2018       |                         | Kinderbücherschrank, Bücher für Kinder im Alter von 0 bis 16 Jahren, abgebaut und 2022 in Neindorf wieder aufgebaut.                              | 52° 25′ 38″ N, 10° 47′ 24″ O am Nordkopf der Porschestraße am zentralen Omnibusbahnhof, Porschestraße 2 |
|      | Bücherregal              | Wolfsburg-Teichbreite      |                | Aug. 2019               | Der Bücherschrank bestand bis Anfang August 2019, das Einkaufszentrum wurde abgerissen.                                                           | 52° 26′ 41″ N, 10° 48′ 26″ O im Einkaufszentrum vor EDEKA, Allerstraße 1                                |